# Thé en Russie
Vous lisez un « bon article » labellisé en 2019.

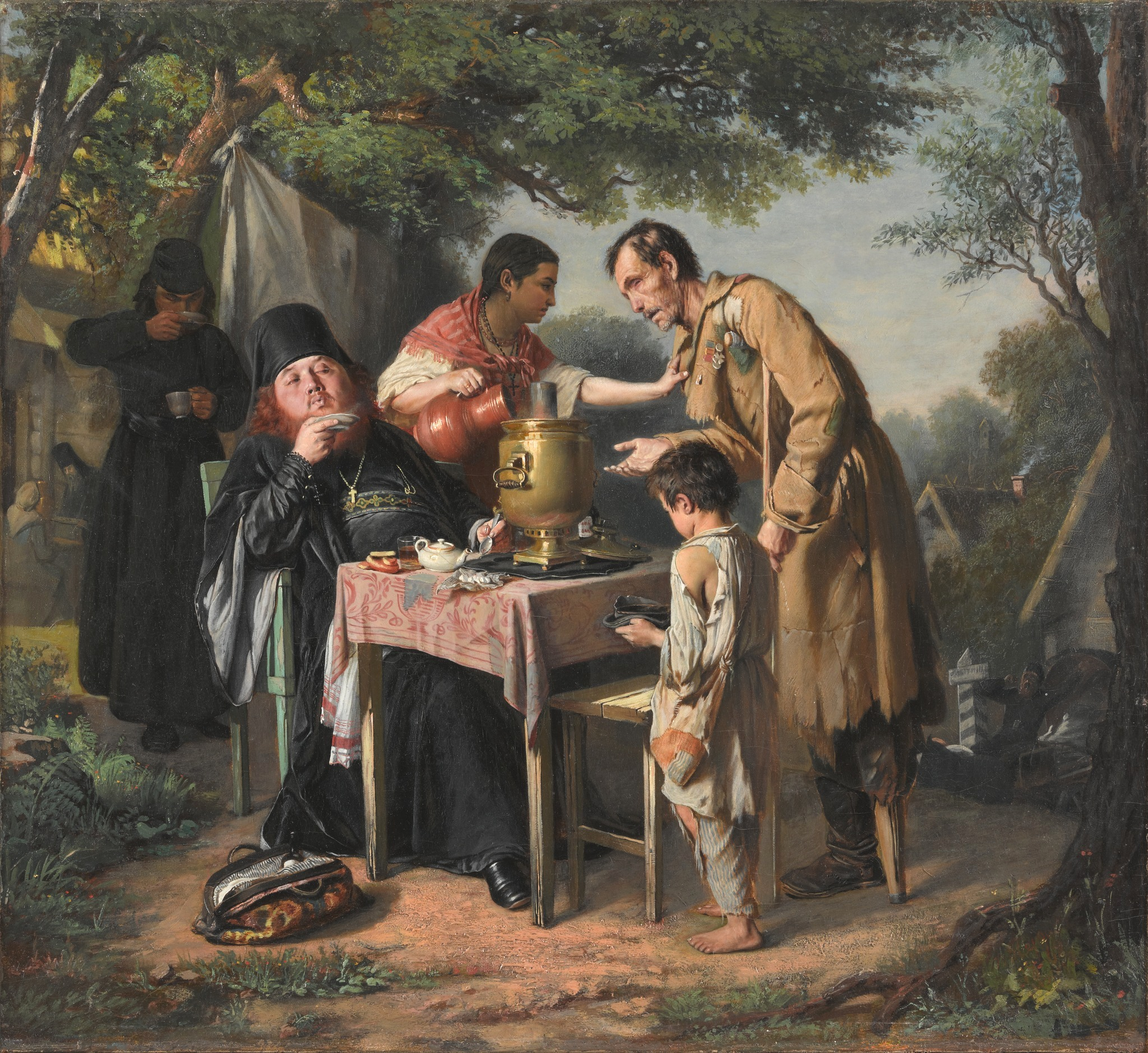
Une dégustation de thé à Mytichtchi (Vassili Perov, 1862).

Le thé en Russie (russe : чай в России) fait son apparition au XVIIe siècle lorsque des dirigeants mongols en offrent au tsar Michel Ier. Il gagne en popularité après le traité de Nertchinsk, qui marque la naissance de la route de Sibérie. À la fin du XVIIIe siècle, la boisson finit par se démocratiser dans tout le pays et le samovar devient rapidement le symbole du thé dans la littérature et l'imaginaire collectif. Le XXe siècle connaît paradoxalement des difficultés d'approvisionnement alors que de grandes campagnes sont lancées pour combattre l'alcoolisme en promouvant cette boisson au travail et dans l'armée.
En 2014, la population russe est la quatrième plus grande consommatrice de thé au monde avec 1,3 kg de thé consommé par habitant chaque année. Elle tend à privilégier le thé noir, à l'exception des habitants des zones limitrophes de la Chine qui lui préfèrent majoritairement le thé vert. C'est dans la région de Sotchi que se trouvent les plus grandes plantations de thé de Russie, mais cette production est insuffisante pour répondre aux besoins du pays. La Russie est, de ce fait, le premier importateur de thé au monde, majoritairement depuis l'Inde, malgré la reprise croissante du commerce avec la Chine depuis la dissolution de l'Union soviétique.
En Russie, le thé est traditionnellement préparé à l'aide d'un samovar, bien que la théière supplante celui-ci depuis la fin de l'époque soviétique. Il est préparé d'abord très fort avant d'être dilué avec de l'eau chaude et bu avec du sucre, du miel ou de la confiture, dans des tasses en porcelaine ou des verres ornés d'un porte-verre appelé podstakannik. Le thé est généralement vendu en vrac, parfois sous forme de briques compressées – le sachet de thé n'étant pas aussi répandu que dans le monde occidental.

## Histoire

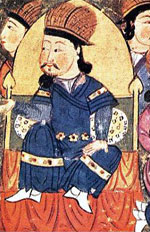
Altan Khan sert du thé à des émissaires russes en 1616 : c’est la première occasion connue de dégustation de thé par des Russes.

### Découverte du thé

#### Des débuts diplomatiques difficiles
Dès le XVIIe siècle, on trouve des traces de consommation de Sbiten', une boisson à base de miel, d'eau chaude, d'épices et parfois de fruits.
Les premiers Russes à avoir bu du thé sont Vassili Tiumenets et Ivan Petrov, émissaires moscovites envoyés visiter l’Altan Khan des Khotogoid Sholoi Ubashi Khuntaij en 1616, dans le nord-ouest de la Mongolie actuelle. Ils affirment avoir bu une boisson faite avec « une sorte de feuilles inconnues », mélangées à du lait de vache bouilli.
En 1639, Vassili Starkov et Stepan Nevierov sont à leur tour envoyés auprès de l’Altan Khan des Khotogoid. C'est la première fois qu'un Russe identifie le thé et le nomme : Starkov raconte que les Mongols l'appellent tchaï et le préparent avec un peu de lait. Les diplomates visitant la Chine refusent généralement le thé, ce qui rend plus difficiles les relations entre les pays ; ils sont contraints à ce refus par leur religion, ne sachant pas si le thé est autorisé par le christianisme orthodoxe, en particulier en période de jeûne. La mission est catastrophique, le khan tout comme les envoyés russes s'estiment lésés et se disputent même ouvertement à plusieurs occasions. Le khan, se plaignant des cadeaux russes, décide de couvrir le tsar de cadeaux pour l'humilier : des tapisseries de soie, d'or et d'argent, des fourrures de zibeline et d'autres tissus et fourrures hors de prix. Il ajoute 113 kg de thé à l'envoi. Starkov refuse cette partie du cadeau, ne voyant pas l'intérêt de caisses de feuilles mortes et les qualifiant d'« inconnues et superflues » en Russie, mais il finit par céder sous la pression du khan,.
En 1654, une première mission diplomatique russe parvient à Pékin pour discuter des frontières de la Mandchourie, mais les Chinois refusent de faire confiance aux diplomates russes qui ne boivent pas de thé en cette période de Carême et la mission est un échec. Une seconde expédition en 1658 reçoit  en présent de l'empereur Kangxi 165 kg de thé, que les ambassadeurs s'empressent de revendre sur place contre des joailleries, ce qui mène à un nouvel échec des négociations,. C'est également pendant la deuxième moitié du XVIIe siècle que Moscou commence à être approvisionnée en café, une boisson peu populaire en Russie, contrairement au reste de l'Europe et en particulier à l'Angleterre, où les coffeehouses se multiplient pendant plusieurs décennies. Des influences intérieures bloquent en effet la popularisation du café et du thé : les produits importés sont accueillis froidement après le temps des troubles, une loi orthodoxe proscrit de suivre les habitudes des étrangers, et le thé semble avoir des vertus thérapeutiques, ce qui le rapproche de la sorcellerie formellement interdite dans le Domostroï (un ménagier russe).

#### Une popularisation par la santé
Une personne en particulier contribue à la popularisation du thé en Russie : Samuel Collins (en), le médecin personnel du tsar Alexis de 1659 à 1666. En juin 1664, il écrit pour l'officine médicale du tsar que « la concoction connue sous les noms Tay, ou Tchai, ou Thé, est utilisée par les Anglais et de même par les Chinois et par les Hindous comme remède pour Flatus Hypochondriaci et pour les maladies de la tête et de l'estomac qui le causent. En 1671, ses mémoires sont publiés à titre posthume. Il y écrit : « Le Chay est ce que nous appelons Teah ou Tey, et […] les Marchands disent qu'ils s'en servent (comme nous le faisons en Angleterre) avec du Sucre, et le voient comme un Remède rare aux maladies des Poumons, au Flatus Hypochondriaci, et aux malaises de l'Estomac ; il est apporté dans des papiers d'environ une livre, ornés de Caractères Chinois ». Ainsi, à son époque, le thé est importé pour ses vertus médicinales, et les marchands qui l'importent en consomment aussi. Le thé est bu à l'européenne, avec du sucre, et Collins ne mentionne jamais le thé au lait et au beurre ou le thé non sucré, les deux modes venues d'Asie. Pourtant, il n'existe aucune trace de thé importé via l'Angleterre ou Amsterdam : toutes les importations se font depuis l'Asie. Le thé est toujours prescrit extrêmement rarement : sur les 1 100 prescriptions données en huit ans, les médecins de la famille royale n'en prescrivent qu'une seule fois, le 10 décembre 1664.

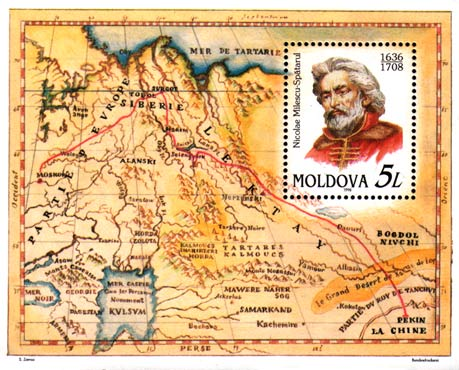
Le voyage de Nicolae Milescu en Chine.

Dans les années 1660, le comportement des diplomates a fondamentalement changé et ils acceptent enfin de boire du thé quand ils se rendent à la cour de Pékin. Une visite russe à Pékin en 1670 voit les ambassadeurs boire du thé pendant cinq semaines sans soulever d'opposition, et les diplomates russes et chinois ont enfin de bonnes relations, mais les négociations échouent à nouveau. En 1671, Nicolae Milescu est envoyé à Pékin. Les échanges se passent bien mieux qu'auparavant, en particulier parce qu'il discute en latin avec les jésuites de la cour, montrant son éducation, alors que les précédents ambassadeurs étaient généralement illettrés et peu cultivés. Une des demandes des Chinois est que les prochains diplomates russes suivent toutes les coutumes chinoises sans s'y opposer, faute de quoi ils ne seront pas reçus. Nicolae Milescu note qu'on lui sert une fois du thé chinois, une fois du thé tatar : il différencie donc (arbitrairement)[pas clair] le thé servi nature et le thé mélangé à du lait et du beurre.
En 1674, un ambassadeur suédois en visite à Moscou mentionne que le thé est utilisé régulièrement par les plus hautes couches de la société pour prévenir les malaises matinaux dus à l'abus d'alcool. En 1678, Nicolae Milescu écrit un long rapport sur son séjour en Chine. Il y ajoute de nombreuses informations (plagiées d'un ouvrage italien) sur le thé, ses effets sur la santé, ses qualités et son prix. Il s'agit du premier ouvrage russe sur les bienfaits du thé. Cependant, il ne s'adresse qu'aux membres du gouvernement : c'est bien le bouche-à-oreille, et non un livre, qui joue un rôle dans la découverte du thé comme médicament à Moscou. Grâce à cette utilisation, les marchands russes commencent à importer de petites quantités de thé en Russie.

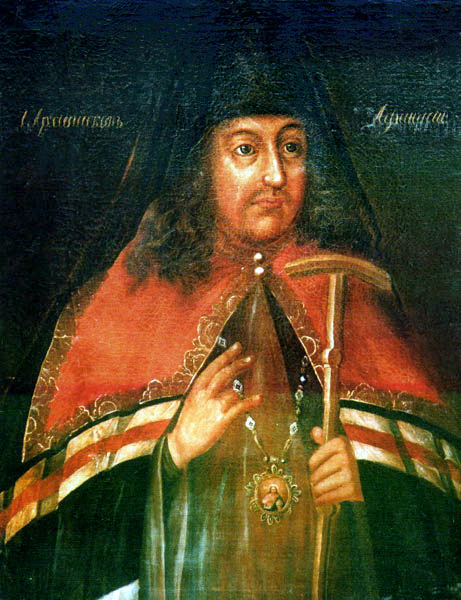
Athanase de Kholmogory boit du thé, malgré l’opposition de principe de l’église russe orthodoxe à cette boisson.

Cependant, l'opposition au thé est encore importante : les médecins, qui adoptent la médecine européenne moderne, voient d'un mauvais œil les plantes médicinales, tandis que l'église orthodoxe veut que les maladies internes, sans cause évidente, soient des châtiments divins, qu'on ne doit pas régler par un traitement physique. La cour est également très suspicieuse, car le poison est le moyen le plus commun des assassinats politiques et il est facile de remplacer une herbe par une autre. Le thé n'est par ailleurs consommé que comme médicament, et non de façon sociale.
En 1679, la Russie et la Chine signent un traité : des caravanes rapportent du thé de Chine en échange de fourrures russes. L'ambassadeur chinois à Moscou offre plusieurs caisses de thé à Alexis Ier. Cependant, en raison de la difficulté et de la longueur du voyage, le thé est extrêmement cher et n'est accessible qu'aux familles les plus riches du pays. On le trouve de plus en plus souvent dans les boutiques d’apothicaires du pays, puisqu’il est réputé guérir les tsars de leurs maladies bénignes. Son prix par livre représente une semaine de salaire moyen (environ 30 kopecks), ce qui fait du thé la boisson la plus chère connue en Russie au XVIIe siècle. En 1688, le marchand Vassili Grudtsyn envoie une livre de thé chinois à Athanase de Kholmogory en lui demandant de le prikazat′ varit′ ee v vode kipiachei i pit′ s sakharom vo zdrave (« faire bouillir dans l'eau et […] boire avec du sucre pour [sa] santé ») : à nouveau, toute mention de lait ou de beurre a disparu des écrits moscovites, mais on remarque déjà à l'époque que la coutume veut de sucrer le thé.

### La route de Sibérie

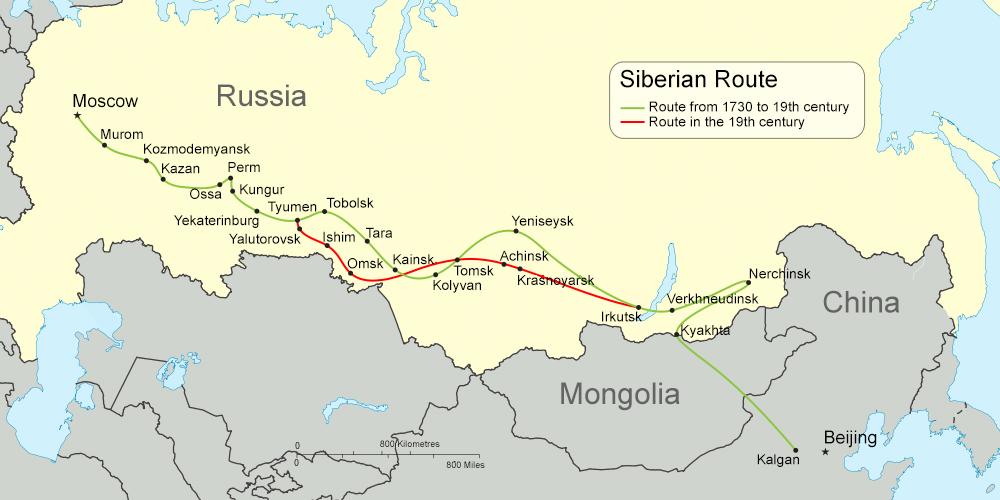
La route de Sibérie au début du XVIIIe siècle (vert) et au début du XIXe siècle (rouge).

En 1689, le traité de Nertchinsk permet à la Russie d'annexer la Sibérie et marque la création de la route de Sibérie, qui devient l'itinéraire privilégié des marchands entre la Russie et la Chine. Pierre Ier le Grand continue le processus d’occidentalisation entamé par son père Alexis, et le thé se démocratise en Europe au même moment. Les forgerons de Londres et Amsterdam créent des machines spéciales à infuser le thé : Pierre n’aime pas le thé, mais fait importer ces nouveautés qui l’amusent et qui font découvrir la consommation sociale du thé en Russie. Il prend également la décision de nationaliser les caravanes voyageant entre la Russie et la Chine, interdisant à la fin du siècle les produits envoyés par des marchands privés.
Le thé commence à gagner en popularité, mais reste largement dépassé par les infusions de tilleul et de menthe en dehors de Moscou. Même à Moscou, il est bu essentiellement par les familles les plus aisées. Certains écrivains continuent à s’y opposer fermement, mais leur opposition change de nature : désormais, ils estiment qu’il est normal et désirable que les classes sociales supérieures boivent du thé, mais que sa diffusion auprès du reste de la population mènerait à un chamboulement de l’ordre établi. Il est en effet socialement acceptable, pour les plus riches, d’« imiter les Européens en restant Russes ». Les penseurs russes s’opposent à cette époque à l’occidentalisation de la Russie, estimant qu’elle est nuisible à l’équilibre social du pays. Le thé est importé de Chine par des marchands russes et asiatiques – pourtant, l’image du thé reste profondément européenne aux yeux des Russes, peut-être parce qu’ils le consomment à la mode européenne.
À la fin des années 1710, le contexte géopolitique devient un obstacle au commerce sino-russe. Les Mandchous s'inquiètent de la forte présence russe en Asie centrale ; en parallèle, ils doivent gérer des crises d'importation illégale d'opium par les Européens, en particulier les Britanniques. Dans ce contexte, deux caravanes russes sont interdites de commerce en 1717 et 1718. À la même époque, Pierre le Grand décide de privatiser à nouveau les caravanes afin de diversifier les biens exportés par la Russie, mais les relations diplomatiques ne s'améliorent pas. Les négociations finissent par réussir quelques années plus tard, grâce à un convoi envoyé par Catherine Ire en juin 1725 et mené par Savva Vladislavitch. Le temps que la nouvelle revienne en Russie, c'est Pierre II qui signe le traité de Kiakhta en octobre 1727 : le traité est ratifié par Pierre II et Yongzheng en juin 1728. Si ce traité facilite grandement le commerce entre la Chine et la Russie, l'Empire chinois garde un contrôle total sur la fréquence et la taille des caravanes russes en visite à Pékin.
De 1727 à 1860, la ville de Kiakhta est le centre névralgique du commerce entre la Chine et la Russie, et le thé constitue la quasi-totalité des importations russes depuis la Chine en termes de valeur. Le thé chinois passe forcément par Nankin et les réseaux britanniques ou par Kiakhta et les réseaux russes. Dans les années 1730, les Russes importent majoritairement deux types de thé noir : le baikhov, plus cher et de meilleure qualité, et les briques de thé préférées par les Sibériens et les familles un peu moins riches. Pendant tout le siècle, la consommation russe de thé augmente lentement. Une contribution majeure à cette démocratisation est la fondation par l'impératrice Élisabeth de la première manufacture russe de porcelaine, en 1744. Les premiers samovars font leur apparition pendant la même décennie : inventés soit par les Anglais, soit plus probablement par les Néerlandais, ils ne se vendent pas dans leur pays d'origine mais sont immédiatement adoptés en Russie.
Au cours des années 1770 et 1780, sous le règne de Catherine II, la Russie importe environ 450 000 livres de thé noir en feuilles et 612 000 livres de thé en briques chaque année, ce qui en fait encore un bien relativement peu répandu. Les personnes qui peuvent se permettre de consommer du thé importent en moyenne une livre par personne et par an. Cependant, le commerce entre la Russie et la Chine n'est pas fiable : de 1762 à 1766, de 1778 à 1780 et de 1785 à 1792, les routes sont bloquées. Pendant ces périodes, le thé est importé via Londres. Afin d'arriver en Russie, le thé parcourt plus de quinze mille kilomètres : ce long trajet et les prix extrêmement élevés qui l'accompagnent montrent que les Russes les plus riches ont pris l'habitude de consommer du thé au point de ne plus pouvoir s'en passer. À l'est de l'empire, le problème ne se pose pas : le thé en briques continue à passer la frontière en contrebande sans difficulté. En 1775, le sinologue Alexis Leontiev publie Un rapport sur le thé et la soie, le premier ouvrage russe sur la culture du thé en Chine. Pendant la décennie suivante, les taxes sur l'importation du thé sont en deuxième position derrière celles du safran, à cinq kopecks par poud : le café est taxé à hauteur d'un kopeck par poud.

### Démocratisation duXVIIIesiècleauXXesiècle
Dans les années 1760 et 1770, le prix des textiles importés chute, ce qui augmente le pouvoir d'achat des familles aisées et leur permet d'acheter des boissons et aliments exotiques. Entre 1792 et 1802, les importations de thé noir triplent : cette décennie voit la démocratisation très rapide du thé dans le pays tout entier. La consommation de briques de thé augmente également, ce qui montre que même les classes les plus populaires, qui ne peuvent se permettre d'acheter le thé en vrac, se sont mises à consommer du thé quotidiennement.

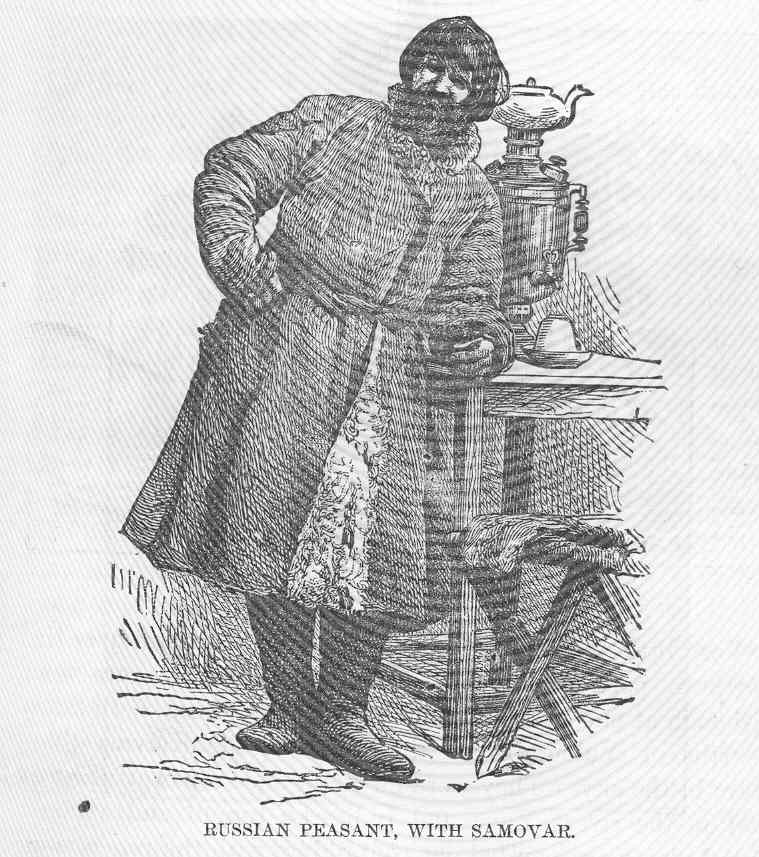
Un paysan russe avec son samovar, gravure de 1882 par Raymond Lee Newcomb.

À la mort de Catherine Ire, en 1796, la Russie importe plus de 1 500 tonnes de thé par an, en vrac (baikhov) ou sous forme de briques. C'est également à cette époque que les industriels commencent à produire le samovar, outil de préparation du thé, en masse : la ville de Toula, spécialisée en production de fonte, produit environ 120 000 samovars chaque année. Il existe des samovars pour le café, mais ils restent rares ; les autres samovars sont réservés au thé. Les ustensiles de dégustation, quant à eux, sont souvent en métal : c'est ainsi que la Russie se démarque des pays européens.
Dès son arrivée au pouvoir en 1801, Alexandre Ier supprime toutes les restrictions sur les importations et exportations, ce qui stimule la consommation de thé dans le pays. La situation change cependant en 1807, quand le tsar s'allie à Napoléon Ier contre l'opinion publique ; l'alliance compte imposer des sanctions économiques au Royaume-Uni, mais l'administration ne parvient pas à empêcher l'afflux de thé britannique importé en contrebande, surnommé « thé de Canton ». En 1812, alors que l'alliance a échoué et que la Russie et la France sont en guerre, le commerce depuis la Chine s'effondre par manque de moyens, mais il dépasse son ancien volume dès l'année suivante. Quatre ans plus tard, une nouvelle taxe est instaurée : bien que lourde, elle n'entrave ni la croissance des importations de thé ni la baisse des prix. À la mort de l'empereur, en 1825, le thé compte pour 87 % des importations russes depuis la Chine.
En 1837, le thé s'est répandu au point qu'un article du Journal des informations généralement utiles affirme que « le thé est nécessaire en Russie, presque comme l'air ». La même année, le gouvernement russe autorise le service de thé dans les restaurants. Le texte de la loi indique que le thé est « presque un bien de première nécessité. Les artisans voyageurs et toutes sortes de gens s'y sont habitués et dans notre climat sévère, il leur faut une boisson qui les réchauffe […]. Il n'y a pas un paysan dans nos provinces les plus riches qui n'ait pas un samovar et ne boive pas de thé, et ils l'exigent donc quand ils visitent les kharchevny ». Une certaine opposition se fait pourtant entendre : le thé serait une boisson diabolique pour les penseurs orthodoxes, les slavophiles l’accusent de vider les caisses russes en raison des importations en masse, d’autres encore lui reprochent de favoriser les incendies à cause des feux allumés pour chauffer l’eau des samovars. Les orientalistes s’y opposent également, estimant que le thé russe, en briques, manque de raffinement par rapport au thé chinois en feuilles, qui ne pourraient pas supporter le voyage. Ces critiques n’entravent pas le gain de popularité de la boisson, qui est ajoutée aux rations standards des soldats à la fin du XIXe siècle. Le journaliste Alexeï Vladimirov rédige en 1874 un pamphlet virulent intitulé « Pourquoi le thé est-il si nécessaire ? ». D'un autre côté, la consommation de thé est mise en avant par les organisations luttant contre l'alcoolisme.
Le thé n'est cependant pas toujours de bonne qualité. Deux façons très répandues d'économiser sur le thé sont de sécher et de revendre des feuilles de thé déjà infusées, et de mélanger le thé à d'autres plantes. Les plantes elles-mêmes sont propres à la consommation, mais les façons dont elles sont déguisées en feuilles de thé peuvent poser un problème sanitaire important, par exemple quand les marchands colorent les feuilles trop claires avec du goudron ou ajoutent du sable à un paquet trop léger. En 1898, 21 à 25 % du thé vendu a été mélangé à autre chose. Si, en Russie occidentale, le thé est bu avec du sucre, du miel ou de la confiture, la préparation varie par région : en 1835, Alexandre Pouchkine raconte que les Kalmouks lui ont servi du thé bouilli au sel et à la graisse de mouton.
Les caravanes de thé traversent Kiakhta, Irkoutsk, Tomsk, Tioumen et Kazan pour finir à Moscou. Une autre route du thé apparaît, par bateau le long du Yangzi Jiang puis par la voie terrestre à partir de Tianjin. La lutte contre la contrebande de thé reste présente, même si elle n'a que peu de succès. Elle est à la source d'excès : par exemple, toute personne voyageant avec plus de quinze kilos de thé peut être arrêtée pour suspicion de contrebande. En 1849, plus de 13 683 kg de thé de Canton sont confisqués. Dix ans plus tard, le volume a été multiplié par dix, et les quantités confisquées ne constituent qu'une petite portion du total. Au milieu du siècle, environ un tiers de l'ensemble du thé circulant en Russie provient de réseaux illicites. Dès les années 1830, le gouvernement russe essaie d'endiguer ce commerce illégal : en 1836, une loi exige que le thé vendu dans les provinces occidentales porte un sceau en plomb. Les marchands s'élèvent très rapidement contre les amendes injustes reçues pour des sceaux cassés ou absents, ces derniers étant trop fragiles pour supporter l'épreuve du transport. En 1844, un programme exige un emballage particulier : les marchands moscovites s'y opposent parce que l'emballage ne permet pas aux clients de sentir les thés, tandis que les clients se méfient des marchands qui pourraient en profiter pour mettre du thé de mauvaise qualité.
En 1858, la France, le Royaume-Uni, la Russie, la Chine et les États-Unis signent le traité de Tianjin qui ouvre les frontières de la Chine à plus de commerce maritime. Le commerce sino-russe peut désormais se faire également par la mer, mais ni la Chine ni la Russie ne possèdent une flotte commerciale importante, la voie terrestre reste donc la plus utilisée.
Le commerce via le port d'Odessa prend cependant de l'ampleur dès 1861. Le 30 mars 1861, face à ces débuts de commerce maritime, le tsar Alexandre II décide de lever l'interdiction des importations de thés via l'Europe, estimant que la voie terrestre via Kiakhta ne peut plus rester la seule route légitime. Il limite cependant la croissance du thé de Canton, le taxant deux fois plus que le thé de Kiakhta. En 1866, trois quarts du thé russe sont importés par la voie maritime, et les fourrures dépassent le thé comme bien principal échangé à la foire de Nijni Novgorod. Avec l'achèvement du canal de Suez en 1869, la voie maritime devient une alternative de plus en plus employée car elle est moins complexe à mettre en œuvre : le thé est expédié depuis Hankou, où des firmes russes ont installé des usines de fabrication de briques de thé, et est débarqué à Odessa. Le thé de la route de Sibérie reste important pour le gouvernement, qui le promeut activement dans les années 1860 et 1870 malgré l'essor du commerce maritime. La guerre de Crimée et la vente de l'Alaska aux Américains en 1867 ralentissent encore plus le développement du commerce avec l'Asie de l'Est.
En 1880, une première route commerciale régulière ouvre entre Vladivostok et Odessa. Des arrêts sont ajoutés à Shanghai et Canton au milieu des années 1880 pour l'approvisionnement en thé. La Sibérie, de son côté, continue à importer du thé par la voie terrestre. Les Russes ouvrent plusieurs usines de fabrication de thés en brique à Hankou et Fuzhou. Avant 1895, l'industrie du thé représente le deuxième plus gros investissement russe en Chine, après l'industrie navale. En parallèle, la Grande-Bretagne, jusque-là plus grande cliente du thé chinois, se tourne vers l'Inde et le Sri Lanka pour la production et, en 1890, la Russie est destinataire de 35 % de l'exportation de thé chinois.

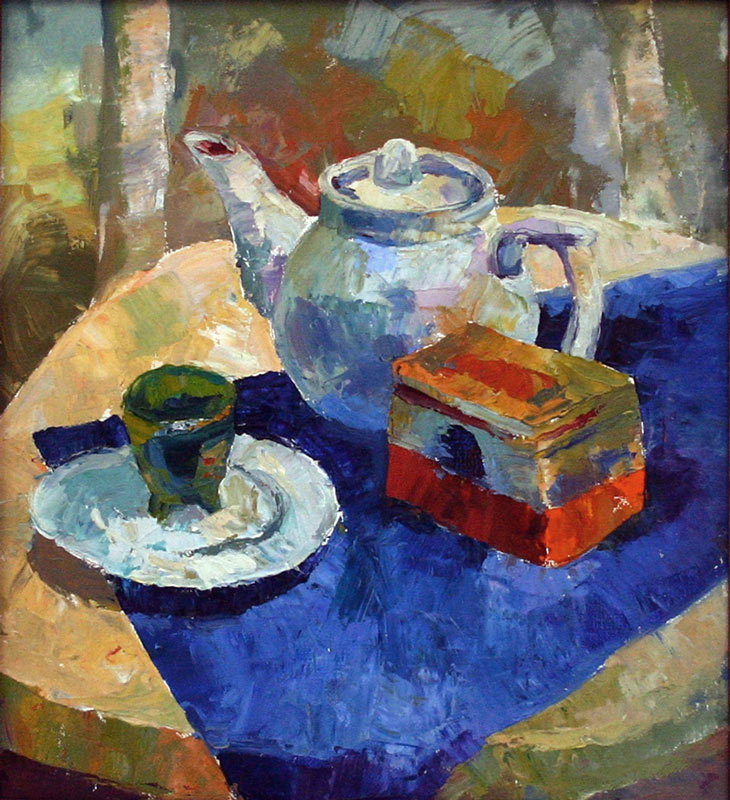
Peinture de thé avec sa boîte géorgienne.

La première plantation de thé en Russie est mise en œuvre au jardin botanique Nikitski en 1814. La première plantation commerciale est établie en 1885. En 1901, un paysan ukrainien, Judas Antonovich Koshman, parvient à créer un hybride de thé résistant au froid. Il s'agit du « thé géorgien », facilement reconnaissable à sa boîte à double couvercle.

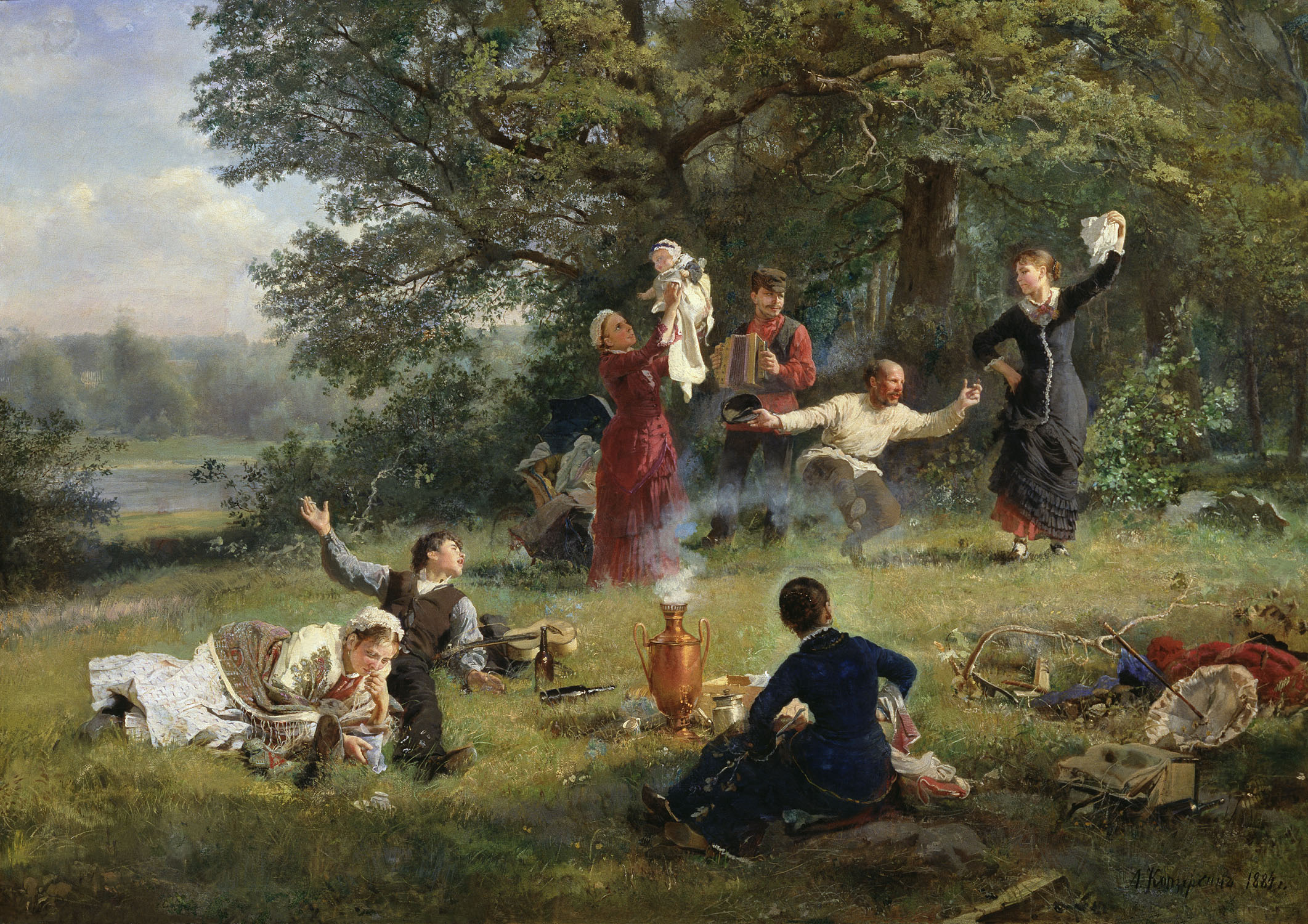
Le Dimanche, peinture d’Alekseï Korzoukhine (1884).

À partir de 1891, le Transsibérien est construit ; il atteint Port-Arthur en 1903. L'achèvement du réseau ferré marque la fin définitive des caravanes de thé : le thé voyage désormais en quelques semaines en train alors que le trajet en caravane dure environ un an et demi. Quelques mois plus tard à peine, la consommation de thé annuelle des Russes dépasse la livre par personne. Elle est d'autant plus stimulée qu'à la fin du XIXe siècle, le thé est vu comme une solution à l'alcoolisme, surtout dans les strates les moins aisées de la population : le gouvernement encourage donc sa consommation et la rend plus accessible. Dans un effort de promotion des boissons sans alcool, le mot « pourboire » devient чаевые (tchayévyié), qui signifie « pour le thé », au lieu du traditionnel « pour la vodka ». Cependant, les usages évoluent moins que la langue.
La guerre russo-japonaise de 1904 porte un coup dur au commerce sino-russe du thé, surtout après la défaite russe en 1905 qui cause une forte inflation. Les ouvriers des grands entrepôts de thé demandent des salaires plus élevés tandis que la population réclame une baisse des prix. Les taxes sur le thé chinois restent très élevées (parfois plus du double du prix du thé lui-même) : les quantités importées augmentent, mais les prix ne changent pas. Le budget de l'État dépend de cette taxe très importante, mais les prix élevés aggravent les tensions sociales pendant la révolution russe de 1905.
En 1913, les importations de thé représentent plus de 200 000 000 roubles, soit l’équivalent du budget annuel consacré à l’éducation. L'année suivante, la Russie s'engage dans la Première Guerre mondiale et le gouvernement fait fermer les magasins d'alcool pour combattre l'alcoolisme des soldats ; le traumatisme de la guerre russo-japonaise reste présent, et la lutte contre l'alcoolisme est très importante à cette époque. Ne pouvant plus s'appuyer sur les taxes appliquées à la vodka, le gouvernement dépend d'autant plus des taxes sur le thé. Après une longue réflexion, il décide cependant de ne pas imposer un monopole d'État sur le thé. Une pénurie de thé fait suite à des problèmes techniques que connaissent des locomotives du Transsibérien, tandis qu'en Sibérie, les buveurs de thé commencent à utiliser le thé vert japonais plutôt que le thé noir sino-russe. Du côté occidental du pays, la guerre empêche toute importation de thé. Il devient donc très difficile à trouver et est souvent de très mauvaise qualité ou remplacé par des infusions d'herbes. Il est donc décidé que le thé doit être cultivé en Russie et plus spécifiquement en Géorgie, là où les plants de thé existent déjà depuis 1901 mais restent anecdotiques : en 1913, ils composent 0,2 % du thé consommé dans le pays.

### Thé auxXXeetXXIesiècles

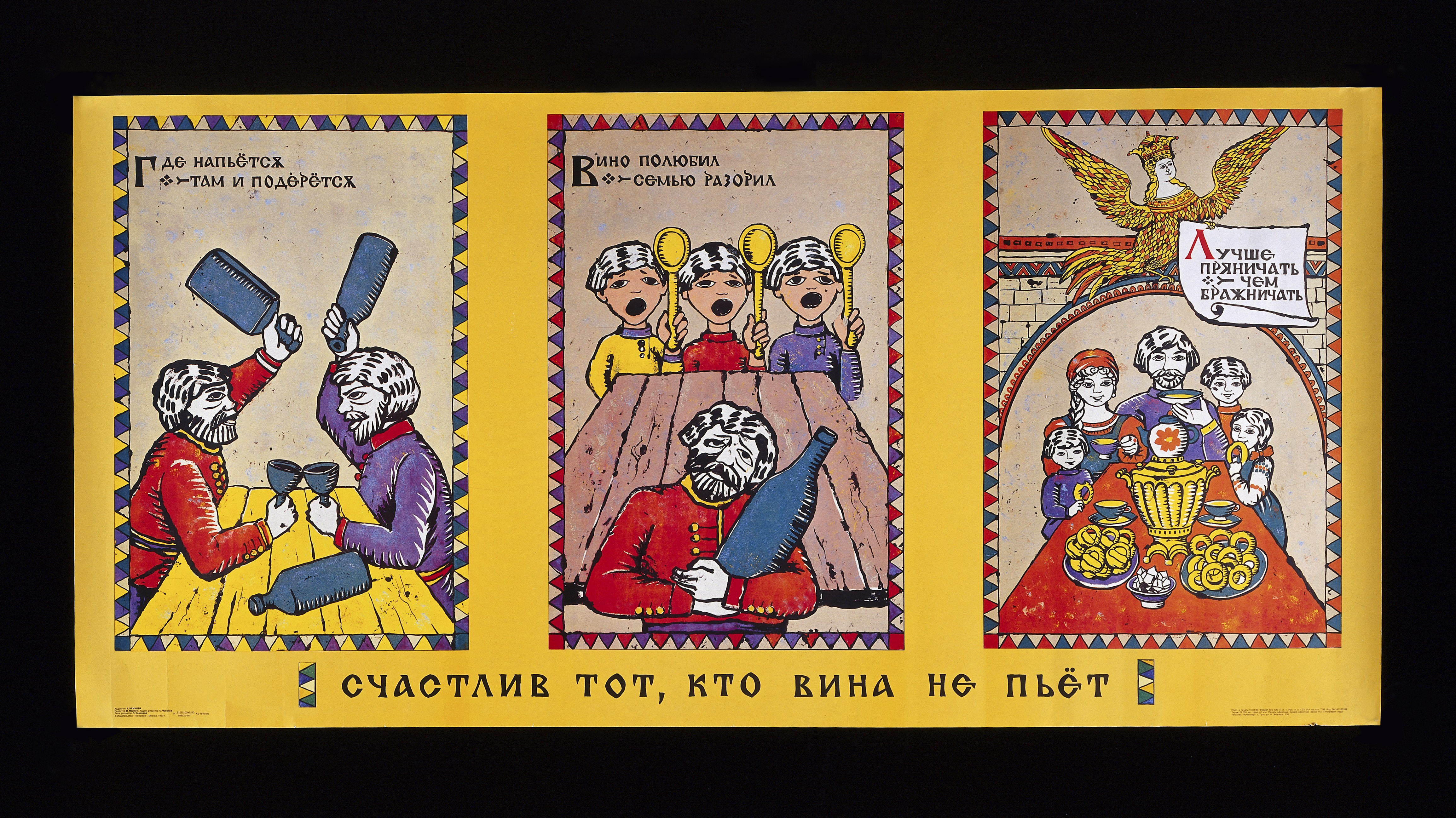
Une image de 1990 montrant les méfaits de l’alcool et la prospérité due à l’abstinence.

De 1917 à 1923, le thé est offert gratuitement à tous les travailleurs et militaires soviétiques ; toutes les boissons alcoolisées sont officiellement prohibées.
En 1917, la révolution russe provoque la fermeture des usines de briques de thé installées en Chine par manque de moyens financiers. Les efforts pour cultiver du thé en Géorgie prennent de l'ampleur et sont suivis, dans les années 1930, du développement de la culture du thé en Azerbaïdjan. En 1936, la culture du thé Krasnodar, originaire de Dagomys, gagne en ampleur, mais la Seconde Guerre mondiale empêche son développement à court terme. Les efforts portent leurs fruits : en 1941, l'Union soviétique produit 44 % du thé qu'elle consomme.
La production du thé Krasnodar reprend à pleine échelle après la guerre et, en 1980, il s'agit d'une des sources de thé domestiques les plus importantes de l'Union soviétique.
Une plaisanterie soviétique moque Vladimir Ilitch Lénine :

« Pendant la famine de la guerre civile, une délégation de paysans affamés vient voir Lénine pour lui soumettre une pétition.
« Nous avons même commencé à manger de l’herbe comme les chevaux », dit un paysan. « Bientôt, nous allons hennir comme eux ! »
D’une voix rassurante, Lénine répond : « Mais non, ne vous inquiétez pas ! Nous buvons du thé avec du miel, et pourtant, nous ne faisons pas un bruit d’abeille ! » »

Pendant la guerre froide, les relations entre la Chine et l'URSS se détériorent. L’Union soviétique ne produit cependant pas assez de thé pour subvenir à ses besoins et, en conséquence, améliore ses relations avec l’Inde, qui devient le plus grande fournisseur de thé de la Russie.
Dans les années 1970, le thé géorgien subit une grave baisse de qualité quand, pour des motifs économiques, les autorités décident de rendre la récolte entièrement mécanique.
Dans les années 1980, la production de thé géorgien passe de 95 à 57 milliers de tonnes par an ; la mauvaise qualité oblige les usines à jeter la moitié de la production en plus de cette baisse. Le public russe se tourne alors vers les thés importés, mais leur quantité est insuffisante pour répondre à la demande. L'habitude naît alors de mélanger le thé géorgien et du thé importé de meilleure qualité pour réduire les coûts en gardant une qualité acceptable. Au milieu de la décennie, les prix internationaux du thé augmentent en raison de maladies des théiers en Inde et au Sri Lanka. Le thé disparaît des magasins et ne peut plus être acheté qu'avec des tickets de rationnement ; il est alors remplacé par du thé turc acheté en grandes quantités sans contrôle. Le thé vert est lui aussi importé librement, sans rationnement : il fait son apparition dans la consommation quotidienne du nord du pays.
À la dissolution de l'Union soviétique, la Russie reprend rapidement ses anciens liens commerciaux avec la Chine, qui redevient un fournisseur de thé majeur dans les années 1990. Elle ne parvient cependant pas à supplanter l'Inde, dont les prix sont nettement moindres.
À la suite de l'invasion de l'Ukraine et s'alignant sur les entreprises appliquant des sanctions contre la Russie (en), Lipton Teas and Infusions (en) annonce son départ du marché russe le 1er août 2022 et la fin de sa production d'ici la fin de l'année. Le ministère de l'Agriculture se dit rassurant face à cette annonce : « Le marché russe est entièrement approvisionné en produits à base de thé. Le départ d'Ekaterra [ancien nom de la société] n'aura pas d'impact significatif sur les volumes et la gamme de thé et créera des opportunités supplémentaires de développement commercial pour nos fabricants, qui pourront rapidement remplacer d'éventuels produits étrangers. » À cette date, d'après les données de l'association Rostchaïkofe, le marché intérieur du thé est majoritairement occupé par des entreprises à capitaux russes,.

## Consommation

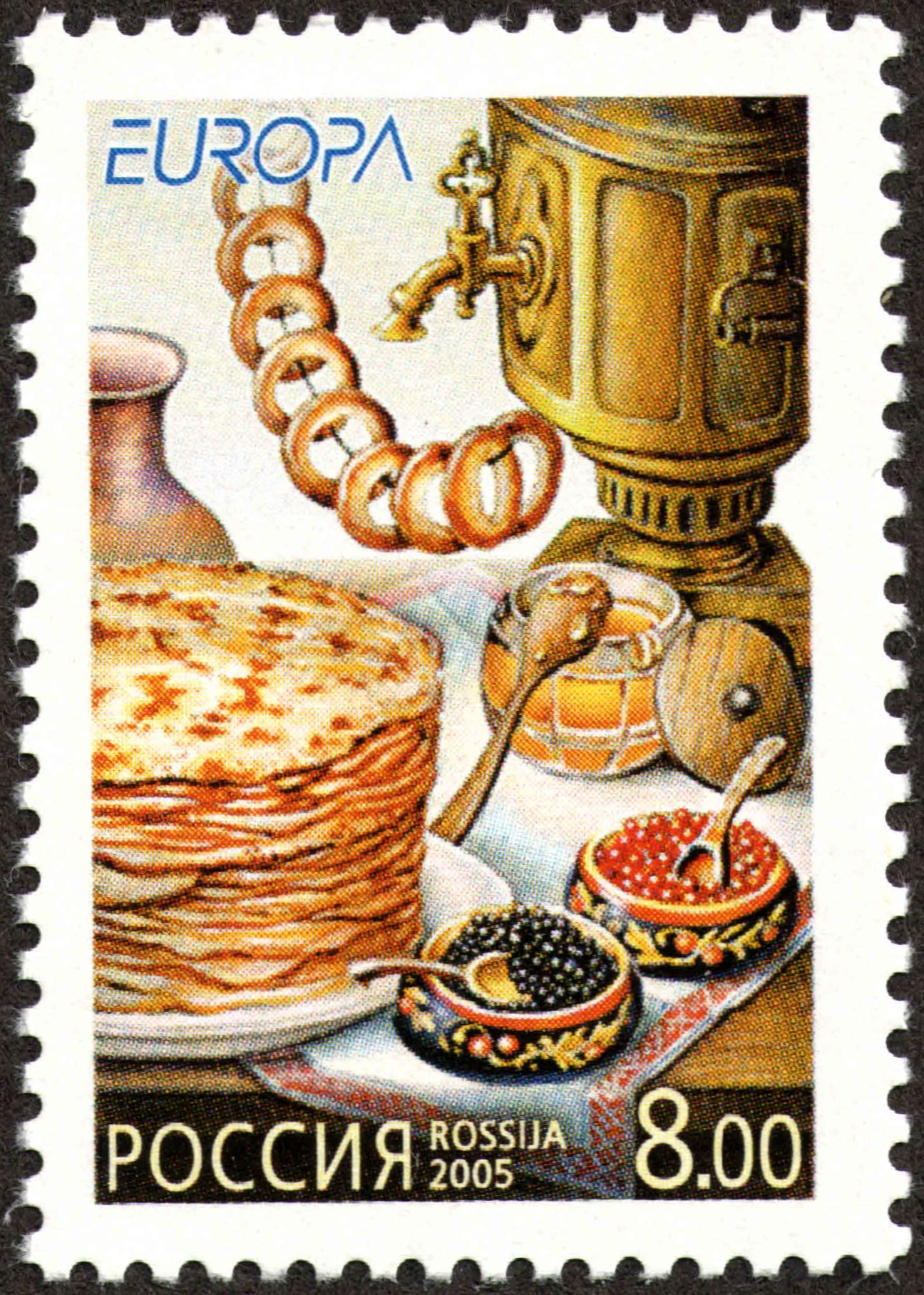
Un timbre représentant une dégustation de thé : on y sert habituellement à manger et le thé, préparé avec un samovar et bu avec de la confiture ou du miel.

### Préparation
Le samovar sert traditionnellement à la préparation du thé en Russie. Il sert à préparer le zavarka, du thé extrêmement concentré. Une fois le zavarka prêt, on en verse une petite quantité dans chaque tasse puis on le dilue avec l'eau chaude du samovar. On le mélange ensuite habituellement à du sucre, du citron et parfois des fruits secs.
Au XXIe siècle, le sachet de thé ne gagne pas en popularité, mais il devient courant de boire du thé en vrac dans une théière, à la mode européenne : le samovar reste utilisé pour les occasions spéciales, mais disparaît de la vie quotidienne des Russes. Dans ce contexte, on fait bouillir l’eau jusqu’à l’apparition des premières bulles d’air, puis on rince la théière à l’eau chaude. On met ensuite une cuiller de thé en vrac par personne dans la théière, ainsi qu’une dernière cuiller quel que soit le nombre de personnes, et on laisse infuser trois à quatre minutes. Comme avec les samovars, une quantité de ce mélange très fort est versée dans chaque tasse, puis les invités ajoutent de l’eau chaude pour le diluer.
Au XIXe siècle, les Russes boivent leur thé avec un cube de sucre entre les dents. Aujourd’hui, on le mélange souvent à du sucre ou à de la confiture. Certains Russes ajoutent une tranche de citron à leur thé. Les peuples de Mongolie et de Sibérie ajoutent du lait ou du beurre à la boisson : on appelle cette préparation la méthode Tatar. En Russie occidentale, les consommateurs n'ajoutent jamais de produits laitiers : interdits en temps de jeûne par la religion orthodoxe, ils n'ont jamais trouvé leur place dans la consommation quotidienne,.
Il n’y a pas d’heure ou d’occasion fixe pour boire du thé en Russie. Quand on invite des amis chez soi, on leur sert le thé, c’est-à-dire la boisson mais également des biscuits ou un repas léger. Aux anniversaires, il est commun de boire de la vodka pendant la fête et de terminer la soirée avec du thé et un gâteau d’anniversaire.

### Ustensiles

#### Samovar

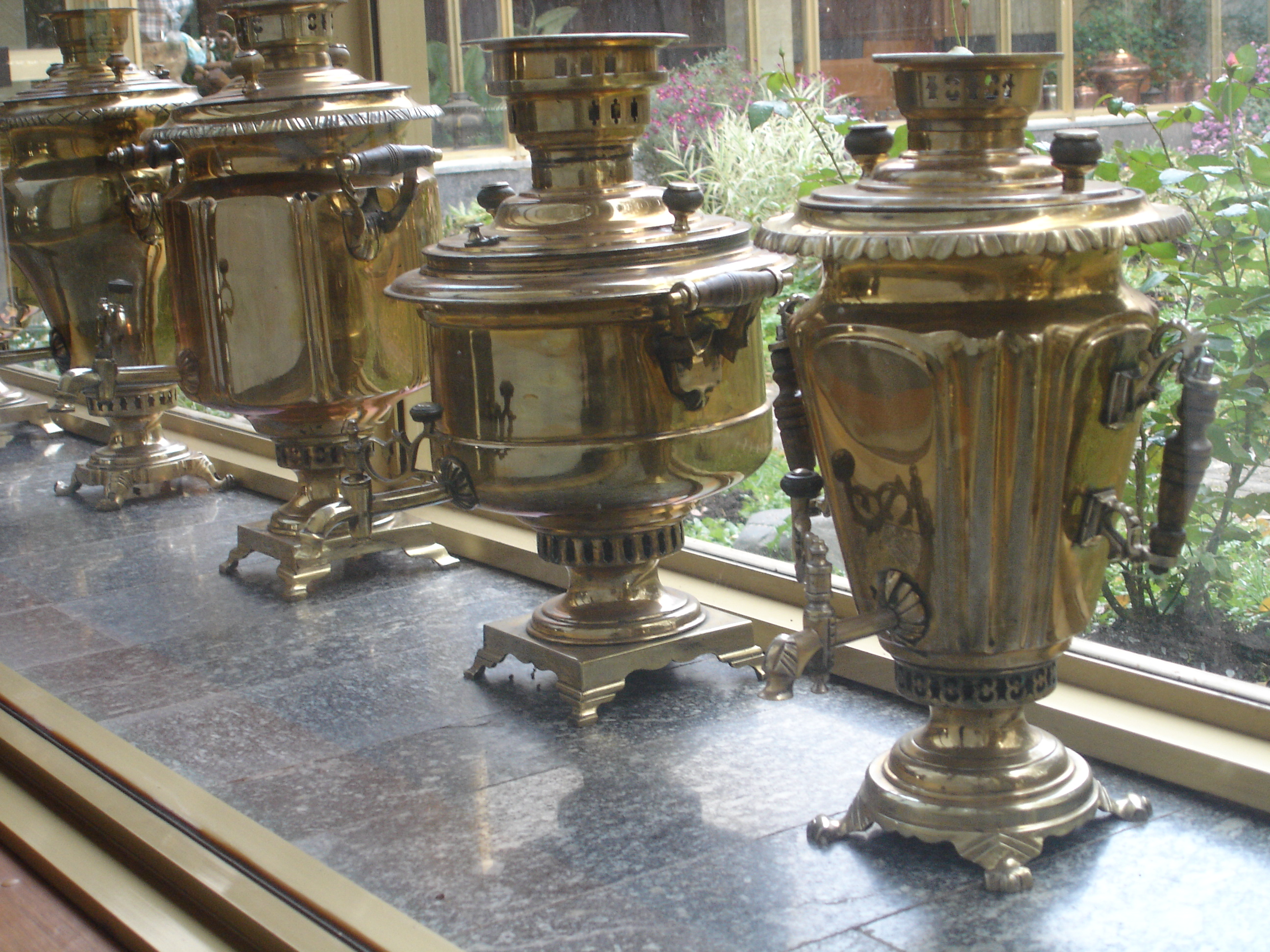
Une rangée de samovars à Souzdal.

Le samovar (en russe : самовар) sert traditionnellement à la préparation du thé en Russie. Son nom vient des mots russes самый (sámyi) « soi-même » et варить (varítʹ) « bouillir ».
Le concept du samovar, à savoir faire chauffer de l'eau ou de la nourriture dans le tube central d'un grand récipient posé sur un brasier, est connu depuis des millénaires : le plus ancien a été trouvé en Azerbaïdjan et date de -1600 environ. Au XVIIe siècle, les forgerons néerlandais et anglais se lancent dans la mode des outils innovants pour préparer le thé et le café. Les ustensiles en métal, d'abord en cuivre puis en argent, sont plutôt une spécialité britannique. Ils sont considérés comme très raffinés, bien que peu pratiques : l'argent dénature le goût du thé, ne conserve pas bien la chaleur de l'eau et brûle la main de qui le manie. Le thé devenant de plus en plus populaire, on en boit davantage et dans des occasions plus sociales : les théières britanniques doivent donc s'agrandir en conséquence, mais les fabricants doivent trouver une alternative quand les maîtresses de maisons britanniques ne peuvent plus les soulever facilement. Pour certaines modèles de théières, le bec est remplacé par un robinet, ce qui permet de ne plus avoir à verser l'eau en soulevant le récipient. Le forgeron néerlandais Otto Albrink crée un premier spécimen en 1714, prévu pour le thé et pour le café. Un autre récipient du même genre, fabriqué par Andele Andeles en 1729, comporte une base ouverte qui permet de la poser directement sur le feu.
La première bouilloire russe figure dans un inventaire de la famille Galitzine en avril 1740, mais elle fonctionne avec une lampe à huile : les huiles étant, de manière générale, difficiles à trouver en Russie, le système ne gagne pas en popularité, alors qu'il a largement dépassé le chauffage au brasier en Europe continentale. Au même moment, les fabricants de cuivre de l'Oural sont forcés de produire des pièces de monnaie : ils utilisent les restes pour fabriquer des produits divers, dont des théières, qui sont taxées à partir des années 1740.
Le mot « samovar » apparaît pour la première fois dans un document russe de 1740. Aux douanes de Iekaterinbourg, un samovar est confisqué ; la raison en est inconnue, mais il est possible que ce soit en raison de taxes impayées. En 1745, Grigorii Akinfevich Demidoff, petit-fils de l'industriel russe Nikita Demidoff, ouvre la première usine russe spécialisée dans la fabrication de samovars en cuivre à Suksun, près de Perm. Le mot « samovar » gagne en popularité dans les années 1770, quand les ateliers de samovars ouvrent à Toula et à Moscou. En 1808, Toula est considérée comme la capitale du samovar de la Russie impériale, avec huit fabriques différentes.
Un intérêt du samovar est son côté social : puisqu’on fait bouillir une grande quantité d’eau en une fois, les occasions de boire du thé doivent rassembler assez de personnes pour rapidement consommer toute cette eau.
Au XIXe siècle, un serviteur, s'il y en a un, doit allumer le feu sous le samovar et souffler dessus jusqu'à ce qu'il prenne. Une fois que l'eau commence à bouillir, la plus âgée des filles célibataires de la maison, ou la maîtresse de maison à défaut, met des feuilles de thé dans une petite théière qu'elle remplit avec l'eau bouillante du samovar. Elle pose alors la théière sur le samovar, où les feuilles infusent dans l'eau bouillante : cette préparation est appelée le « zavarka » ou thé concentré. Une fois le zavarka prêt, on en verse une petite quantité dans chaque tasse puis on le dilue avec l'eau chaude du samovar. On le mélange ensuite habituellement à du sucre, du citron et parfois des fruits secs. Il est possible d'y ajouter du lait ou de la crème, mais la pratique est rare car elle est proscrite pendant les nombreux jours de jeûne prescrits par la foi orthodoxe.

#### Tasse et soucoupe

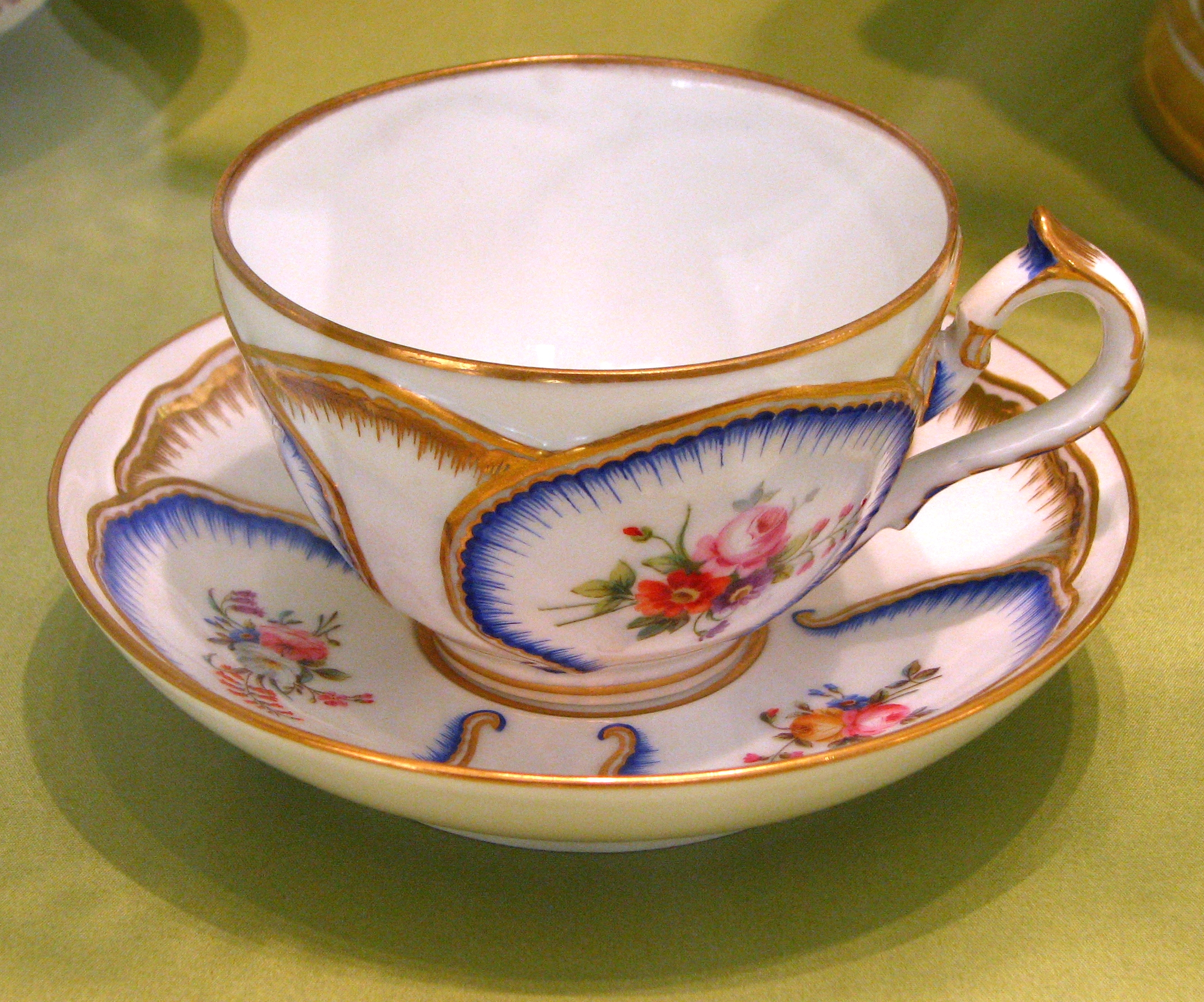
Une tasse et une soucoupe en porcelaine de la Manufacture impériale de porcelaine, fabriquées entre 1848 et 1881.

La tasse arrive d’Occident comme produit de luxe, jusqu’à ce que Élisabeth Ire fasse ouvrir la manufacture impériale de porcelaine en 1744. La tasse et la soucoupe se diffusent pendant la seconde moitié du XVIIe siècle : vendues séparément, elles sont précieuses et décorées. Au XXIe siècle, les familles ont généralement plusieurs services à thé contenant tasses, soucoupes et théière, certains peu ornés pour la consommation quotidienne, d’autres plus luxueux pour les occasions spéciales.
Les classes moyennes, s’inspirant de la pratique des nobles, utilisent une soucoupe et un verre ou une tasse, en fonction de leurs revenus. Ils versent le thé dans le verre, puis boivent dans la soucoupe. Cet usage pourrait venir de France, car il est critiqué en 1808 par Alexandre Balthazar Laurent Grimod de La Reynière, qui écrit dans son Manuel des amphitryons : « L’usage veut que [le convive] le boive dans la tasse même, et que, telle brûlante que soit cette liqueur, il ne lui est pas permis de la verser dans la soucoupe. Ce seroit manquer de savoir-vivre. » Les classes populaires françaises sont donc les premières à boire le thé dans une soucoupe pour le faire refroidir plus vite : les précepteurs français embauchés par les familles russes de province ont enseigné cette habitude comme une règle de savoir-vivre, et on parle de boire le thé « à la mode des marchands » pour désigner la consommation de thé dans une soucoupe.

#### Podstakannik

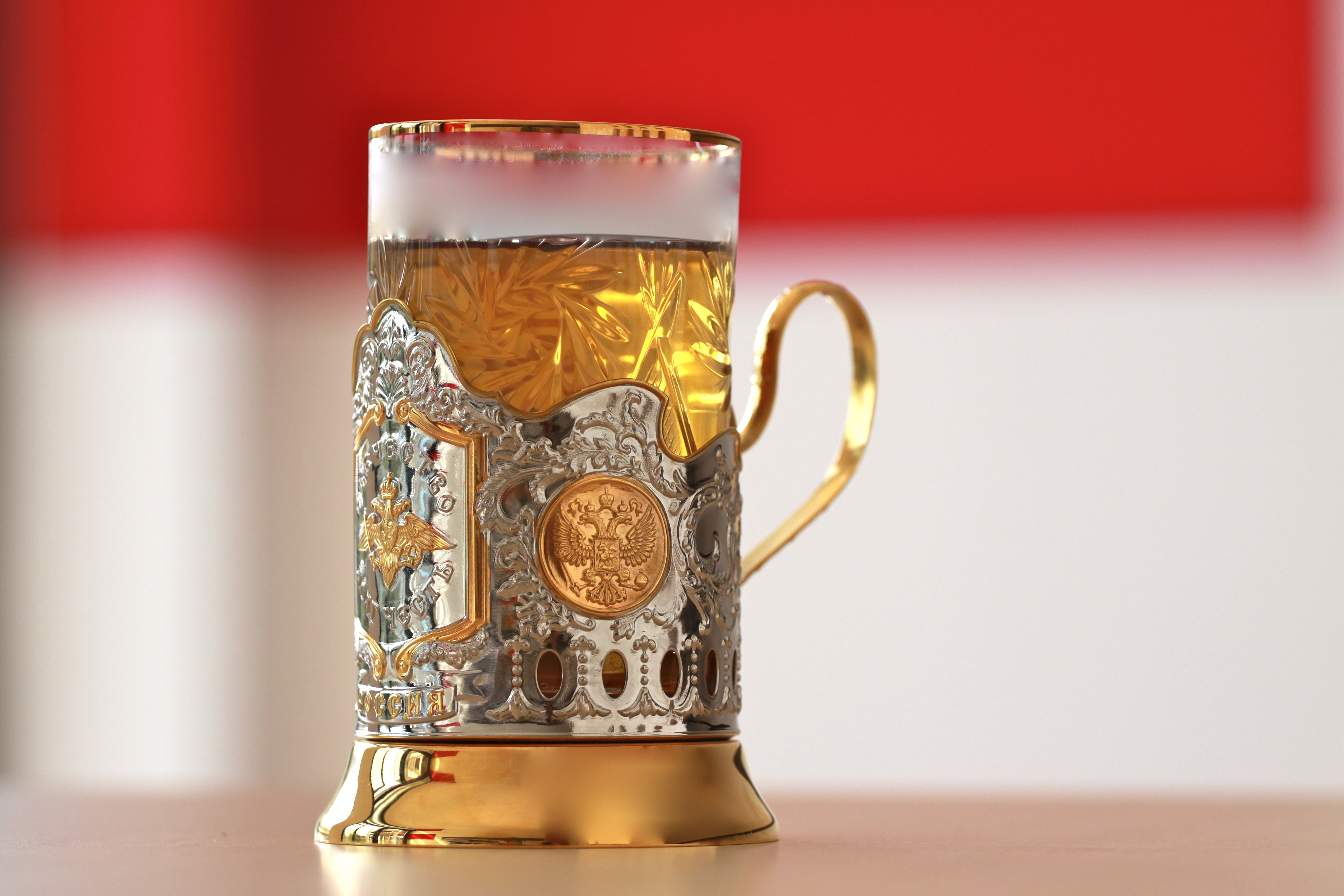
Un podstakannik doré sur une tasse en verre.

Le podstakannik est un porte-verre en métal, apparu en Russie au XVIIIe siècle. À l’époque, il est utilisé dans les bars par les hommes, tandis que les femmes boivent leur thé dans des tasses de porcelaine à la maison. Son intérêt principal est d’éviter de se brûler les mains en manipulant un verre chaud. Au cours du XIXe siècle, le porte-verre, jusque-là utilitaire, devient plus luxueux. Pendant l’époque soviétique, il est souvent orné des symboles du communisme.
Au XXIe siècle, les porte-verres sont peu utilisés dans les restaurants et les habitations russes, mais restent populaires dans les trains. Les trains russes utilisent le même fournisseur depuis 1892, l’usine de Koltchouguino, qu’on reconnaît à son tétras frappé au fond de l’ustensile. Ils apparaissent en Russie en même temps que le samovar et sont fabriqués en laiton, cuivre ou argent. L’objet est lourd, avec un pied large, et a une anse large qui permet d’y mettre la main entière[réf. souhaitée].

### Consommation en prison
Dans les prisons russes et soviétiques, les substances altérant l'esprit, y compris l'alcool, sont interdites. Les prisonniers préparent alors du tchifir, du thé noir extrêmement concentré qui affecte l'esprit et le corps. La boisson fait l’effet d’un excès de caféine : il est décrit comme la sensation d’avoir le visage qui fond ou le cœur qui bat à toute vitesse. Bien que traditionnellement bu par les prisonniers et les mafieux, le tchifir peut également être utilisé par les étudiants et employés qui ont besoin de rester éveillés. Dans ce cas, ils y ajoutent généralement du beurre ou du lait, qui protègent l’estomac et diluent la boisson.
Le tchifir est préparé dans une petite poêle réservée à cet usage. Elle n’est jamais nettoyée, seulement rincée, pour que le thé soit d’autant plus fort. Des feuilles entières de thé noir sont bouillies en grande quantité ; on sait que le tchifir est prêt quand aucune feuille ne flotte encore à la surface.
Lorsqu’il est consommé par des malfrats en dehors de prison, la tradition veut que ce thé soit bu en silence. Une grande tasse est passée d’une personne à l’autre dans le sens des aiguilles d’une montre et chaque personne boit deux à trois gorgées du thé. Des variantes régionales peuvent exister : on boit trois gorgées en Sibérie mais deux en Russie centrale, où il est également bien vu de souffler sur le thé pour le refroidir pour la personne suivante, alors qu’il s’agit d’un acte impoli en Sibérie.

### Demande
Le thé est une des boissons les plus populaires du pays : le fait qu'il s'agisse d'une boisson chaude et bon marché en fait un choix privilégié dans ce pays froid.
En 2014, la population russe est la quatrième plus grande buveuse de thé au monde avec 1,3 kg de thé consommé par habitant chaque année, une consommation stable sur l'ensemble de la décennie.
| Année     | Quantité (milliers de tonnes) |
| --------- | ----------------------------- |
| 2004-2006 | 171,2                         |
| 2006      | 169,1                         |
| 2007      | 174,7                         |
| 2008      | 174,8                         |
| 2009      | 170,8                         |
| 2010      | 176,2                         |

Le thé noir est le plus bu en Russie. Dans les zones limitrophes de la Chine, il arrive que le thé vert le dépasse en popularité. À l'origine, c'est d'ailleurs le thé vert qui est consommé par les Russes ; il est supplanté par le thé noir, qui l'a entièrement remplacé au XIXe siècle. Les peuples mongols et d'une partie de la Sibérie mélangent encore leur thé avec du lait ou du beurre, voire des céréales pour en faire une bouillie nourrissante.
Un thé traditionnel de Russie est surnommé Caravane russe dans le commerce : il s'agit de thé importé de Chine par caravane. Le voyage étant très long, le goût du thé s'altère et devient fumé. On obtient aujourd'hui ce goût fumé en mélangeant le thé noir classique à du thé keemun ou lapsang souchong.

## Commerce

### Importations
Aux XVIIIe et XIXe siècles, le thé chinois passe forcément par Nankin et les réseaux britanniques ou par Kiakhta et les réseaux russes. Le thé passant par les terres est généralement en bien meilleur état à l’arrivée que le thé britannique abîmé par l’humidité et la chaleur, ce qui fait de la Russie une plaque tournante du commerce du thé.
Au XXIe siècle, la Russie est le plus grand importateur de thé au monde. Elle est en particulier le plus grand importateur de thé indien, devant l’Iran, malgré une baisse de volume en 2017 qui force l’Inde à baisser ses prix. En 2015, les importations de thé en Russie viennent majoritairement de trois pays : le Sri Lanka avec 29,91 % du volume, puis l’Inde avec 23,52 % et enfin le Kenya avec 15,57 % des volumes. En 2018, l’Inde dépasse le Sri Lanka.
En 2011, la taxe sur l'importation du thé baisse de 20 % à 12,5 % à la demande de l’Organisation mondiale du commerce.
Le thé importé est traditionnellement transformé selon la méthode orthodoxe, puis vit une décennie de méthode CTC, qui produit un thé moins cher, avant que la méthode orthodoxe redevienne la préférée du pays.
| Année     | Quantité (milliers de tonnes) |
| --------- | ----------------------------- |
| 2004-2006 | 174,8                         |
| 2006      | 172,9                         |
| 2007      | 181,3                         |
| 2008      | 181,9                         |
| 2009      | 183,9                         |
| 2010      | 181,6                         |

### Marques commerciales

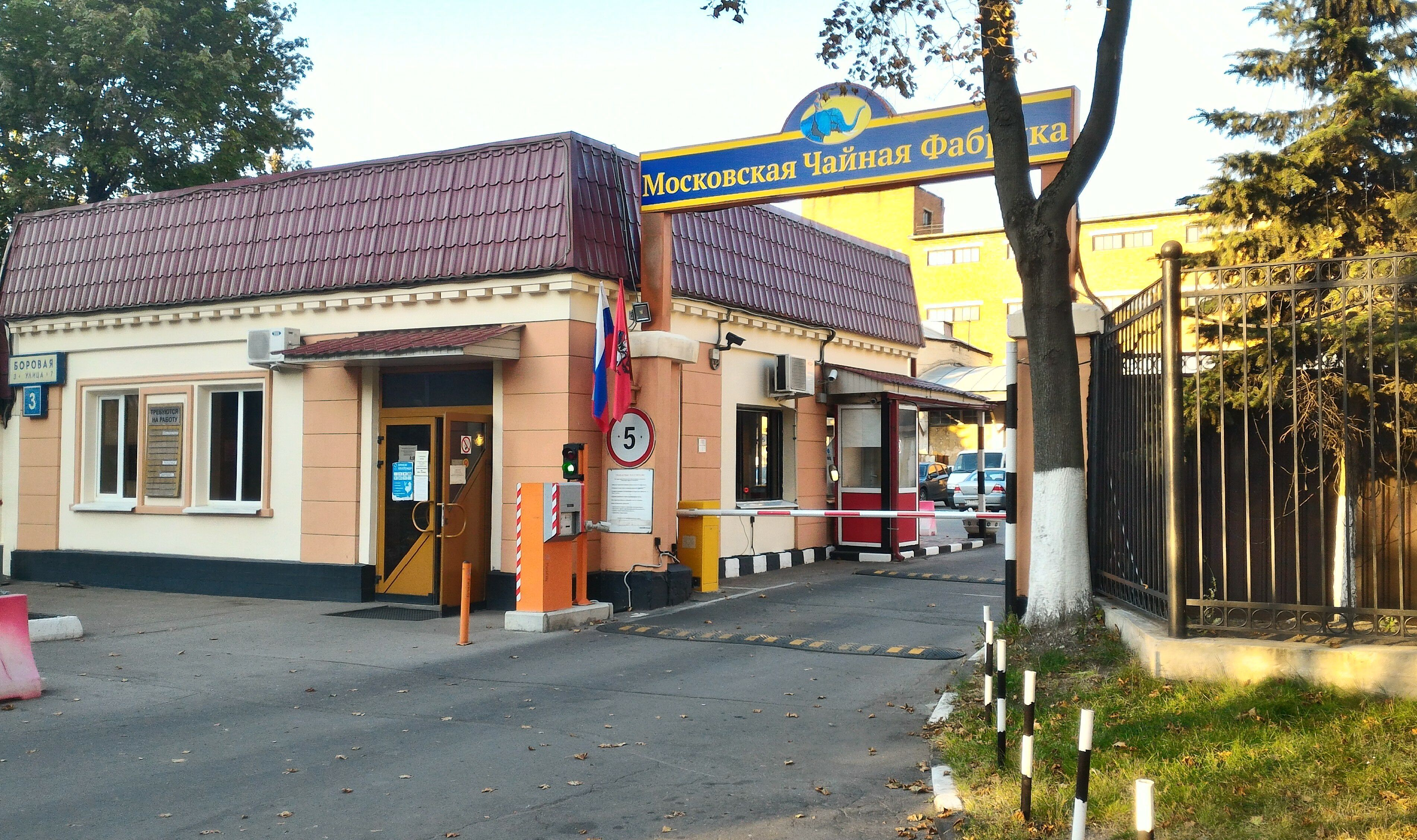
La fabrique de thé de Moscou.

La fabrique de thé de Moscou (ru), surnommée « la marque à l'éléphant » par la population, importe du thé indien pour l'Europe de l'Est.
Ce thé indien est vendu dans un emballage standard : une boîte en carton représentant un éléphant. Le thé indien de meilleure qualité est vendu dans un emballage vert et rouge. À l'époque soviétique, on trouve deux mélanges principaux : le numéro 36 et le numéro 20, qui contiennent respectivement 36 % et 20 % de thé indien mélangé à du thé géorgien.
La maison Wissotzky Tea (en) est fondée en 1849 à Moscou. À la fin du XIXe siècle, elle est la plus grande entreprise de thé de l'Empire russe.
Avec la révolution de 1917, la maison emménage à Londres. En 1936, elle ouvre une branche en Israël, où elle finira par emménager entièrement. En 2008, elle annonce vouloir faire son retour sur le marché russe après 80 ans d’absence, mais en est empêchée par des taxes trop élevées.
Kusmi Tea est fondée en 1867 à Saint-Pétersbourg par Pavel Mikhaïlovitch Kouzmitchoff (en russe : Павел Михайлович Кузьмичёв) sous le nom de Товарищество П.М. Кузмичевъ съ сыновьями (« société P.M. Kouzmitchoff et fils »). Après la révolution russe, en 1917, les Kouzmitchoff s'installent à Paris et ouvrent une boutique « Kusmi Thé » avenue Niel.

## Production

### Plantations

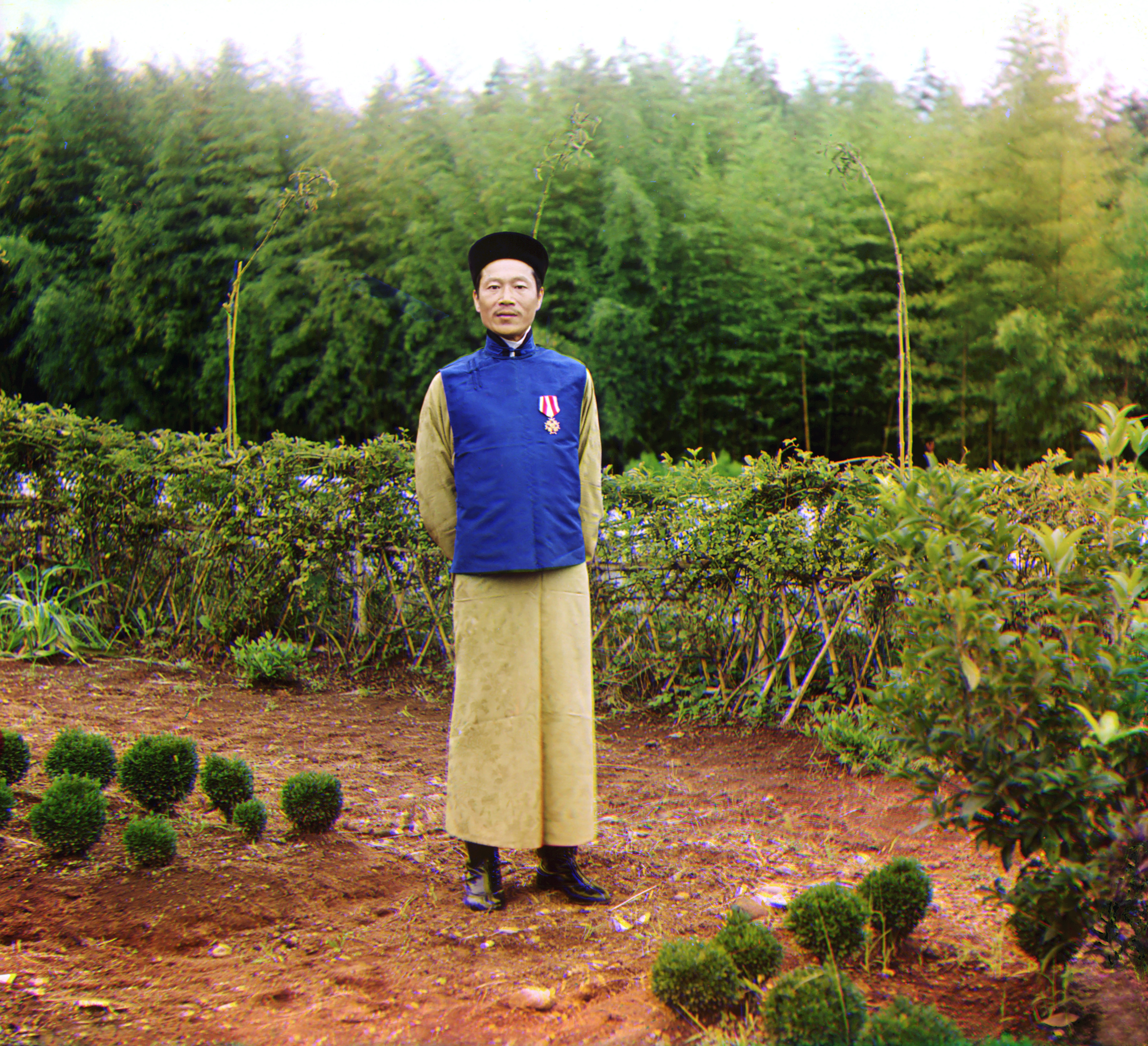
Liu Zhenzhou, spécialiste chinois du thé installé en Géorgie dans les années 1890.

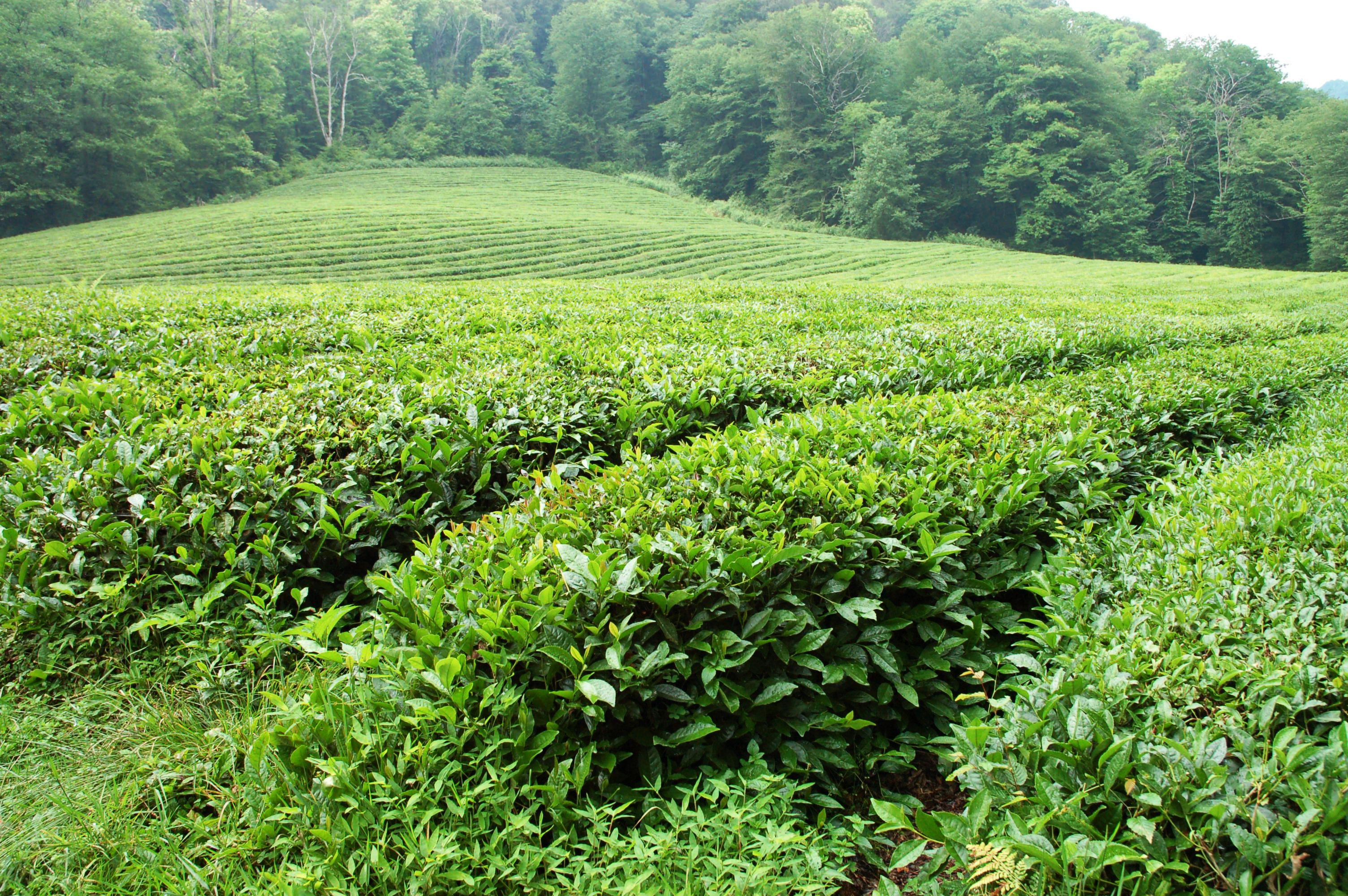
Une plantation de thé à Dagomys.

La première plantation de thé en Russie est créée au jardin botanique Nikitski en 1814, mais ce n’est qu’en 1861 que le botaniste Franz Josef Ruprecht évoque la possibilité d'en faire la culture. La première plantation de production est établie en 1885. Les premiers plants de thé ne grandissent pas bien, car ils craignent l'hiver : sur deux tonnes de graines importées de Chine en 1896, moins de 5 % germent jusqu'à maturation.
En 1901, un paysan ukrainien, Judas Antonovich Koshman, parvient à créer un hybride de thé résistant au froid. Sotchi devient rapidement une place forte de la culture du thé, la plus septentrionale au monde. Les maladies et les insectes craignant le froid, la culture devient relativement facile.
Le pays commence à produire du thé en Géorgie, en Abkhazie et en Adjarie. Ces tentatives sont affectées par la première Guerre mondiale. En 1913, les plantations géorgiennes produisent 0,2 % du thé consommé en Russie. Le problème de la fabrication de ce thé est surtout le prix de la main-d'œuvre : les salariés russes coûtent plus de cinq fois le salaire des Chinois, eux-mêmes déjà mieux payés qu'au Japon ou en Asie du Sud-Est. Ensuite, pour faire une vraie concurrence au thé importé, il faudrait que l'équivalent de la superficie du Sri Lanka soit couvert par des plantations de thé en Russie, ce qui est géographiquement impossible. Enfin, ce thé n'est de toute façon pas d'aussi bonne qualité que le thé chinois.
Au tout début de l'époque soviétique, il est notable que la population russe boit beaucoup moins de thé que sous l'ancien régime, plutôt à cause de la pénurie que d'une baisse de la demande. Le nouveau gouvernement soviétique entame des grandes campagnes d'agriculture, qui portent leurs fruits : en 1941, l'Union soviétique produit 44 % du thé qu'elle consomme.
Le thé de Dagomys, aussi connu sous le nom de thé Krasnodar, commence à être produit à grande échelle en 1936 et en 1980, il s'agit d'une des sources de thé les plus importantes de l'Union soviétique. Ces thés produisent deux à trois récoltes par an.
En 2012, les plantations russes cessent d’être les plus septentrionales au monde, dépassées par des plantations britanniques.

### Transformation du thé

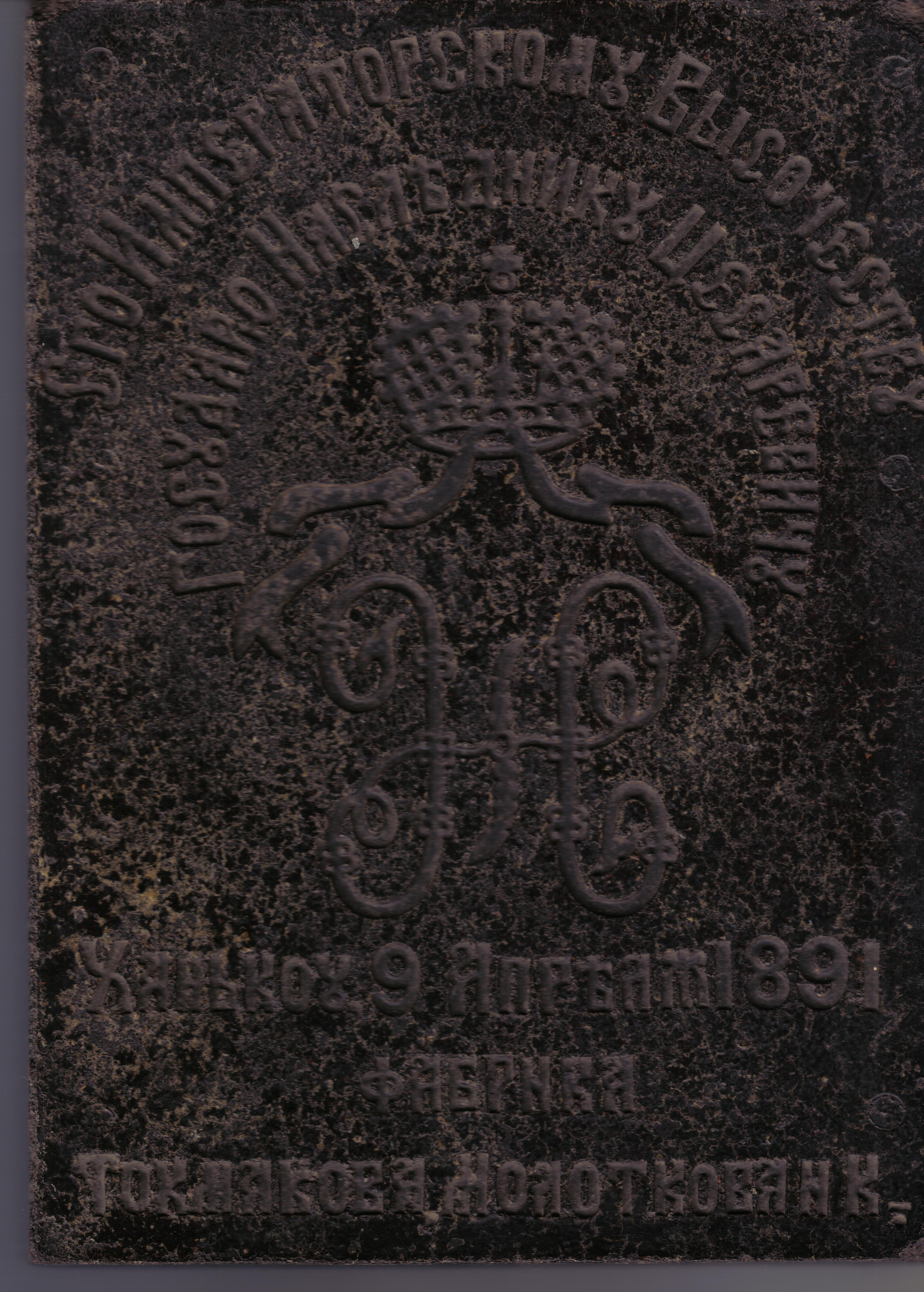
Une brique de thé offerte à Nicolas II en 1891.

Le thé en briques, plus prisé des peuples nomades dans la première partie du XXe siècle, est fabriqué plutôt en Chine qu’en Russie, faute d’outillage et de connaissances techniques pour le produire. En 1868, les plus grandes maisons de thé russes ouvrent trois grandes usines de briques de thé à Hankou. Ces usines achètent les débris de thé qui ne peuvent pas être vendus en vrac et les compressent sous forme de briques bon marché et faciles à transporter. Les taxes étant plus basses sur le thé en briques que sur le thé en vrac, les prix sont d'autant plus bas, et les marges quand même plus élevées. En 1917, dix-neuf nouvelles usines sont en activité à Hankou et à Fuzhou. Elles ne se destinent qu'à la vente en Europe : bien que situées en Chine, elles ne vendent jamais de briques sur le marché chinois.
Le thé Krasnodar est vendu en sachets malgré le peu de popularité de ce format en Russie. Le thé étant réputé pour sa grande qualité, la marque donne au sachet une image de produit de luxe qu’il n’a généralement pas dans les autres pays. Au XXIe siècle, on trouve encore majoritairement du thé en vrac et du thé en briques.

## Cadre juridique
Au niveau fédéral, le thé doit être conforme à la norme sanitaire (SanPiN) (ru) 2.3.2.1078-01, selon son paragraphe 2.5.4, introduite par la résolution no 36 du médecin hygiéniste en chef de l'État (ru) en date du 14 novembre 2001 sur la mise en œuvre des règles sanitaires. Elle fixe ainsi les seuils maximaux de présence de certains éléments et produits toxiques,.
Parallèlement, le thé noir est soumis à la norme GOST (standard d'État) 32573-2013 « Thé noir. Spécification technique (ru) ». Cette dernière est introduite par l'arrêté no 186-st de l'Agence fédérale pour la régulation technique et la métrologie en date du 19 mars 2014, en conformité avec le protocole no 62-P du Conseil interétatique pour la standardisation, la métrologie et la certification (ru) en date du 3 décembre 2013 et pour une entrée en vigueur le 1er juillet 2015,. Cette norme GOST en remplace deux autres, adoptées du temps de l'URSS : 1937-90 « Thé noir long, non emballé. Spécification technique » et 1938-90 « Thé noir long, emballé. Spécification technique » établies par la résolution no 1107 du Comité d'État de l'URSS pour la gestion de la qualité de la production et les normes (ru) en date du 4 mai 1990,,.
En outre, un projet de loi (no 362590-5, Règlementation technique pour le thé et la production à base de thé) est déposé en 2010 à la Douma d'État par les députés Guennadi Koulik (ru), Valentine Denissov (ru) et Vladimir Medinski, sans qu'il n'aboutisse,. Le projet a alors pour objectif d'étalir des normes pour le thé, les processus de production et ses dérivés ainsi que pour son stockage et son transport afin de garantir la sécurité des produits. Il vise également la régulation de l'emballage, de l'étiquetage, de l'identification et des moyens de supervision de l'État. Il propose de plus des seuils d'acceptabilité de produits toxiques, à l'instar de la norme sanitaire existante, mais augmente par rapport à ce dernier notamment ceux des métaux toxiques et omet certains indicateurs,.
| Classe de l'indicateur | Indicateur                                                     | Seuils d'acceptabilité du SanPiN 2.3.2.1078-01 | Seuils d'acceptabilité du projet de loi no 362590-5 |
| ---------------------- | -------------------------------------------------------------- | ---------------------------------------------- | --------------------------------------------------- |
| Métaux toxiques        | Plomb                                                          | 0,05 mg/kg                                     | 10 mg/kg                                            |
| Métaux toxiques        | Arsenic                                                        | 0,05 mg/kg                                     | 1,0 mg/kg                                           |
| Métaux toxiques        | Cadmium                                                        | 0,02 mg/kg                                     | 1,0 mg/kg                                           |
| Métaux toxiques        | Mercure                                                        | 0,005 mg/kg                                    | 0,1 mg/kg                                           |
| Pesticides             | Hexachlorocyclohexane (isomères α, β et γ)                     | 0,02 mg/kg                                     | Sans réglementation                                 |
| Pesticides             | DDT et ses métabolites                                         | 0,01 mg/kg                                     | Sans réglementation                                 |
| Radionucléides         | Césium 137                                                     | 200 Bq/kg                                      | 400 Bq/kg                                           |
| Radionucléides         | Strontium 90                                                   | 100 Bq/kg                                      | 200 Bq/kg                                           |
| Microbiologiques       | Micro-organismes mésophiles aérobies et anaérobies facultatifs | 5 000 UFC/g                                    | Sans réglementation                                 |
| Microbiologiques       | Coliformes                                                     | 1 g                                            | Sans réglementation                                 |
| Microbiologiques       | Bacillus cereus                                                | 100 UFC/g                                      | Sans réglementation                                 |
| Microbiologiques       | Agents infectieux comprenant les salmonelles                   | 25 g                                           | Sans réglementation                                 |
| Microbiologiques       | Moisissures                                                    | 50 UFC/g                                       | Sans réglementation                                 |
| Microbiologiques       | Levures                                                        | 50 UFC/g                                       | Sans réglementation                                 |

À une échelle régionale, l'Assemblée législative du kraï de Krasnodar (dans le Sud) adopte le 8 août 2016 la loi no 3453-KЗ sur le développement de la culture du thé dans le kraï de Krasnodar. Cette dernière vise la « création de conditions économiques favorables pour la culture et la livraison » ainsi que « la protection de la qualité de la feuille de thé cultivée et du thé »,. Elle a été soumise comme projet par l'Association des producteurs de thé de Krasnodar, en s'inspirant de la protection déjà existante pour les viticulteurs : il était en effet possible auparavant de trouver du thé étranger usurpant la dénomination « thé de Krasnodar », alors même que la production nationale se concentre autour de Sotchi.
À une échelle plus large enfin, la Comission de l'union douanière de l'Union eurasiatique dont la Russie fait partie, établit dans les années 2010, avec le concours du Service fédéral des douanes de cette dernière, une Nomenclature des produits de l'activité économique étrangère (ru). Le thé y fait partie du groupe de code 09 incluant également le café, le maté et les épices.

## Représentations culturelles

### Langage
En russe, le mot « pourboire » se traduit par чаевые (tchaïevyïe), qui signifie « pour le thé ». Cette habitude naît au milieu du XIXe siècle, quand le thé devient une alternative à l'alcool et s'impose dans les milieux de tempérance : l'expression « pour la vodka » est remplacée afin de cesser d'inciter à la consommation de vodka. Cependant, les usages évoluent moins que la langue.
Une plaisanterie soviétique vise Vladimir Ilitch Lénine :

« Pendant la famine de la guerre civile, une délégation de paysans affamés vient voir Lénine pour lui soumettre une pétition.
« Nous avons même commencé à manger de l’herbe comme les chevaux », dit un paysan. « Bientôt, nous allons hennir comme eux ! »
D’une voix rassurante, Lénine répond : « Mais non, ne vous inquiétez pas ! Nous buvons du thé avec du miel, et pourtant, nous ne faisons pas un bruit d’abeille ! » »

### Littérature russe

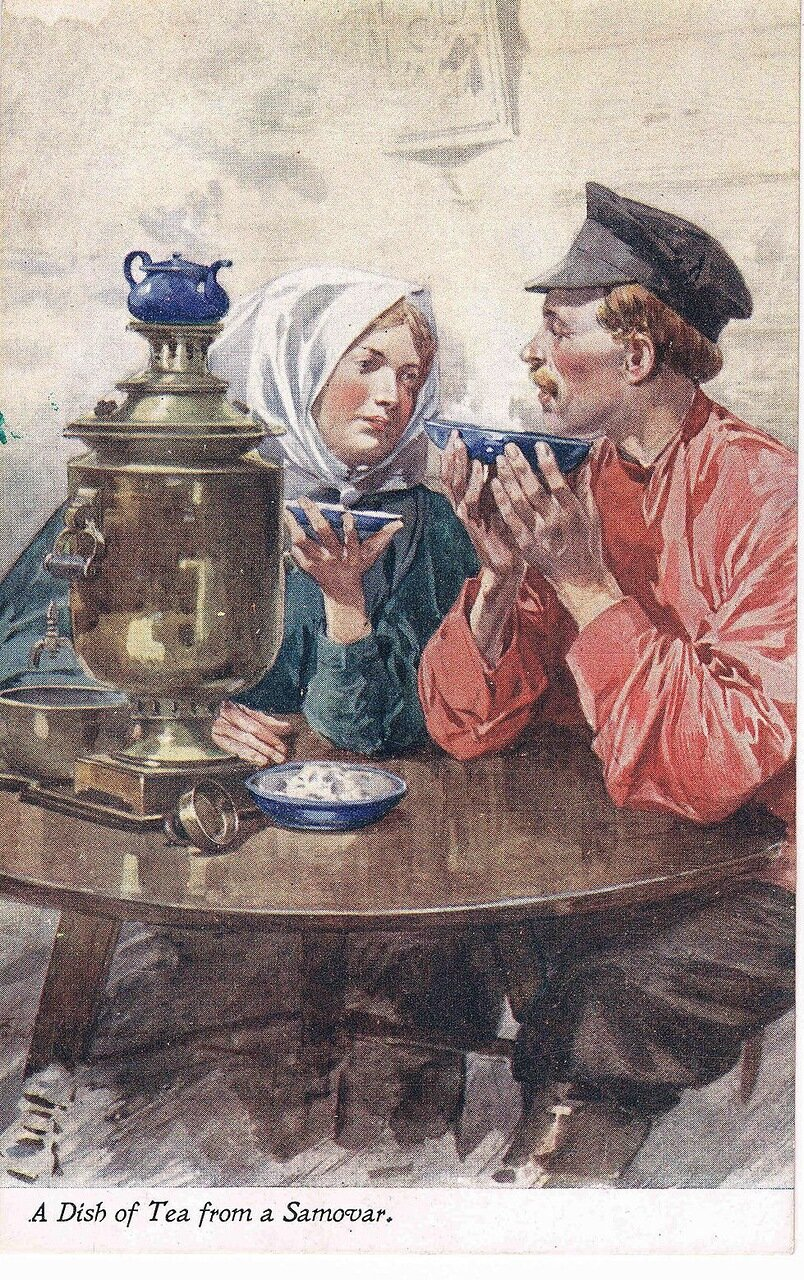
Dégustation de thé préparé au samovar, dessin d'avant 1917.

En 1769, Denis Fonvizine produit la comédie Le Brigadier, dont les personnages vertueux refusent de boire du thé tandis que les plus immoraux en consomment à presque chaque scène. L'année suivante, Mikhaïl Tchulkov (ru) publie le roman Le cuisinier, ou les aventures de la femme dépravée. Dans cet ouvrage, il présente la consommation de thé comme une activité caractéristique des personnes dépravées, qui ne respectent plus les anciennes traditions russes. Entre 1756 et 1770, Alexandre Soumarokov publie de nombreuses paraboles. L'une d'entre elles, Nedostatok Vremeni (« Pas assez de temps »), associe le thé à la paresse et à l'égoïsme : son personnage principal refuse d'aider la société et dit ne pas avoir le temps de servir son pays, mais passe son temps à manger, boire du thé, dormir et fumer. Une autre de ses paraboles, La veuve désespérée, raconte cependant l'intimité chaste entre une veuve et l'homme qu'elle fait le choix d'épouser après avoir bu le thé avec lui : cette fois, le thé est une activité sociale positive. En 1772, Iakov Kniajnine (en) présente un opéra comique, Skoupoï, où le thé chinois est symbole de luxe et des richesses infinies de la Chine.
Alexandre Pouchkine considère que le thé est le symbole de la suprématie coloniale de la Russie au-delà de ses frontières méridionales : les « barbares » préparent le thé à la mode tatar plutôt qu'à la mode occidentale, et il estime que la Russie pourrait leur apporter la civilisation en leur présentant des premiers éléments de raffinement, comme le samovar. Il affirme que la préparation du thé avec un samovar fait partie du patrimoine russe : il utilise le thé et le samovar pour différencier les Russes et les non-russes au sein de l'empire et pour montrer la supériorité des Russes. Contrairement aux autres grands auteurs russes, il est le seul à présenter le thé comme une tradition européenne importée en Russie plutôt qu'une tradition purement russe. Dans Eugène Onéguine, le protagoniste européanisé et frivole, boit du café plutôt que du thé, contrairement aux personnages qui respectent leurs racines slaves. Dans son roman La Fille du capitaine, il fait emporter à son protagoniste une boîte de thé qui symbolise la maison confortable qu'il abandonne pour aller à l'armée. Il montre aussi un Cosaque qui refuse le thé : une fois de plus, la boisson est l'apanage des Russes occidentalisés et civilisés. Il résume, en fin de carrière : « l’extase, c’est un verre de thé et un morceau de sucre dans la bouche ».

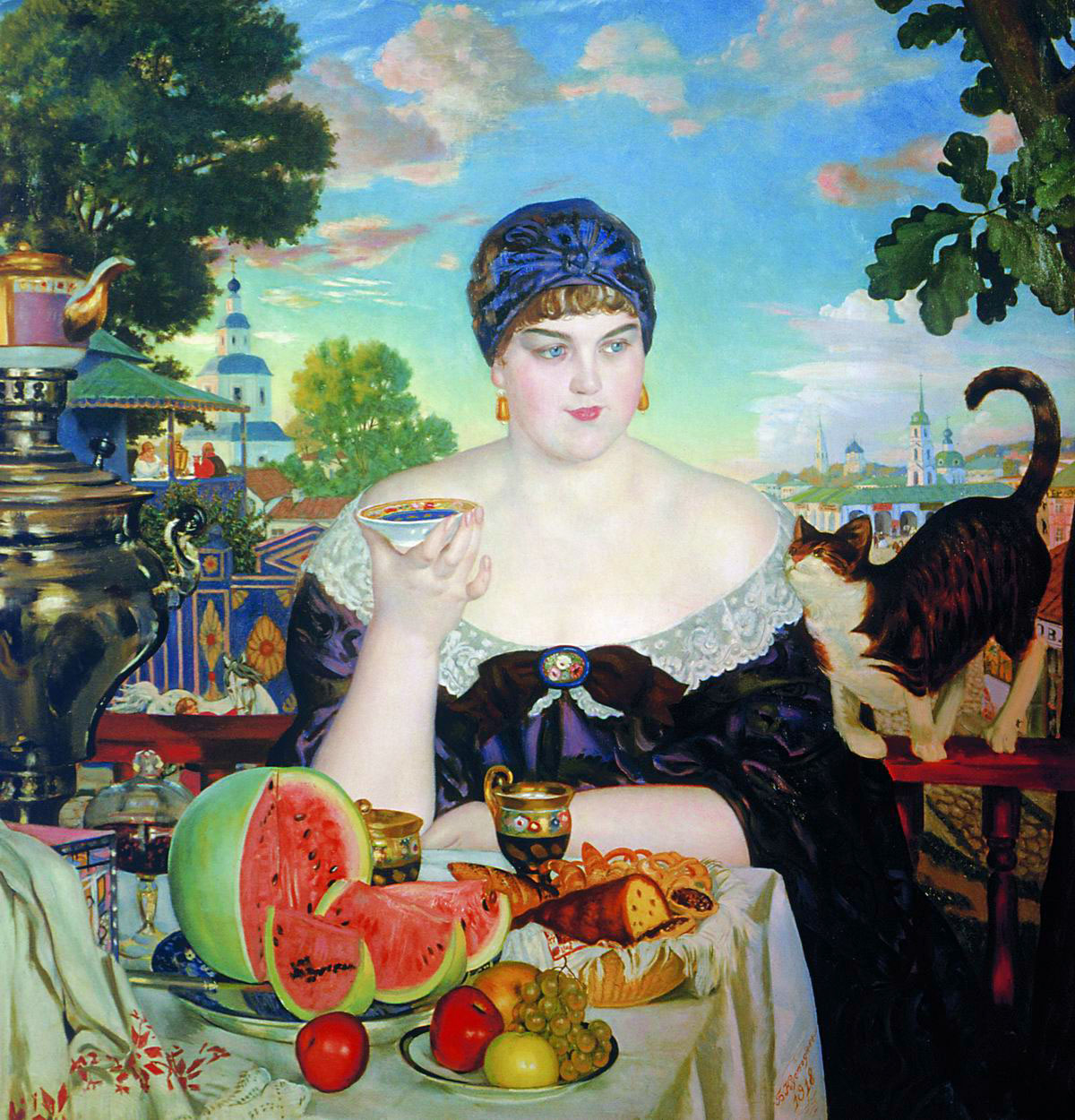
Femme de marchand prenant le thé (1918), toile du peintre russe Boris Koustodiev.

Nicolas Gogol y fait référence de nombreuses fois dans son ouvrage Les Âmes mortes, montrant le thé comme élément vital de la culture slave. Le thé est un outil au service des relations : les marchands ne signent pas un contrat sans tasse de thé, les maîtres de maison n'accueillent pas le héros sans lui servir la boisson. Dans l'œuvre de Gogol, les personnages les plus vertueux socialisent autour d'une tasse de thé, les plus dépravés boivent le thé en solitaire et à des heures indues. Le thé n'est donc ni bon, ni mauvais, mais c'est l'utilisation qui en est faite qui détermine sa qualité. Le samovar, quant à lui, est omniprésent dans ses descriptions de la campagne russe.
Comme Pouchkine, Fiodor Dostoïevski associe le thé à l'harmonie au sein du foyer : le thé est mentionné par des personnages qui se rappellent leur enfance confortable avec émotion. Dans Crime et Châtiment, l'auteur compare l'amour au « samovar le soir » et à d'autres délices de la vie quotidienne. Au début de L'Adolescent, la voisine du protagoniste se suicide : le premier réflexe des voisins est de préparer un samovar pour sa mère éplorée. Il en déduit sobrement que « en règle générale, le samovar est une chose russe tout à fait nécessaire ». De même, pendant un accouchement difficile, le père paniqué cherche une sage-femme et un samovar : l'ustensile apporte du réconfort dans les situations les plus complexes. L'absence de samovar, quant à elle, représente la misère extrême, comme le service, à deux reprises dans Crime et Châtiment, de feuilles de thé réutilisées bouillies dans une théière fêlée. Enfin, la famille du roman Les Frères Karamazov, en proie à des guerres intestines, ne boit jamais le thé en commun, malgré l'omniprésence du thé dans le roman.
Léon Tolstoï présente le thé comme un rituel sans lequel la vie de famille russe est inconcevable. Au début d'Anna Karénine, il surnomme une comtesse « notre cher samovar » en référence à sa tendance à « bouillir » d'excitation. Malgré son ascétisme, l'auteur ne critique jamais le thé et le traite comme un rituel social quotidien omniprésent et peu remarquable : le samovar n'est qu'un meuble autour duquel s'articulent les conversations. Chez Tolstoï, contrairement aux autres auteurs, le thé est genré : les hommes boivent autant de thé que les femmes, mais ce sont toujours les maîtresses de maison qui servent le thé aux convives.
Maxime Gorki, quant à lui, écrit le conte pour enfants Jil-byl samovar (« Il était une fois un samovar »), dont un samovar est le personnage principal.

### Terminologie et usages à l'étranger

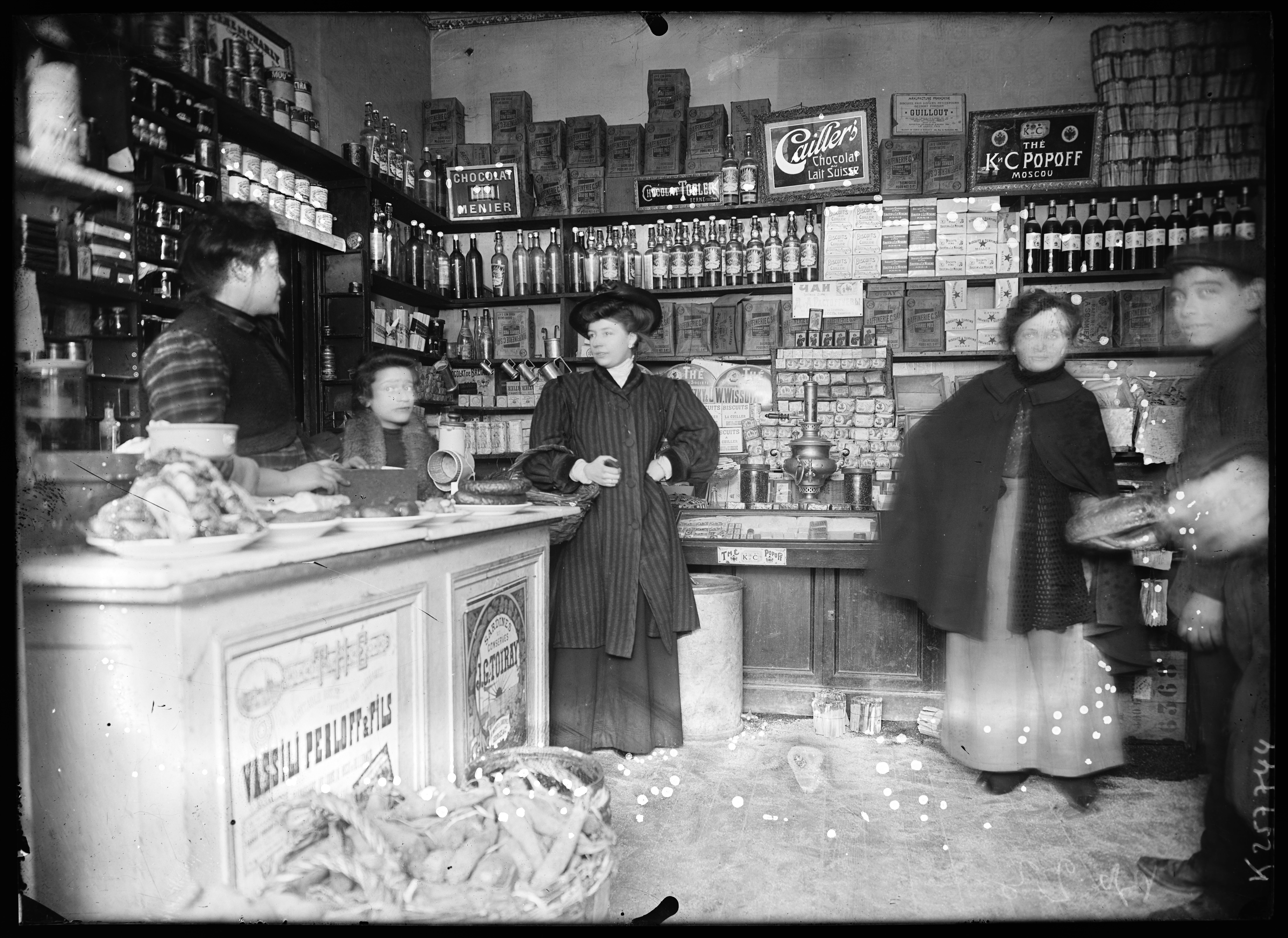
Photographie d'un magasin d'alimentation français en 1908 par l'Agence Rol. On y voit plusieurs marques de thé russe : Thé Popoff (en haut à droite et au centre, en bas), Thé Vassili Perloff et Fils (affiché sur le comptoir), Thés Rastorguouïev (en russe, dane le fond au centre).

Dans le sud-est des États-Unis, le « thé russe » est un thé de Noël. La recette du mélange comprend généralement du thé noir, du jus ou zeste d'orange, de la cannelle et du clou de girofle. Le thé russe américain n'a aucun lien avec la Russie et son nom date des années 1880.
Au Japon, le « thé russe » n'est pas une variété ou un mélange de thé, mais une pratique de consommation. Il consiste à ajouter une cuiller de confiture, habituellement de fraise, dans son thé.
En France, le thé « Goût russe Douchka », créé en 1954 par Jean Jumeau-Lafond (actuellement, Dammann Frères) en hommage à son épouse russe Vera Winterfeldt, désigne un mélange de thés noirs de Chine, parfumé aux huiles essentielles de bergamote et d'orange et d'un soupçon d'huile essentielle de citron.